# COVID-19-Pandemie in Italien
Die COVID-19-Pandemie in Italien war ein Teilgeschehen der weltweiten COVID-19-Pandemie. Die COVID-19-Krankheit wird von dem Ende 2019 neu aufgetretenen SARS-CoV-2-Virus verursacht. Die Pandemie hat sich 2020 von China ausgehend weltweit ausgebreitet. Italien war eines der Länder in Europa, die sehr früh und besonders stark von der Pandemie betroffen waren. Der Schwerpunkt des Infektionsgeschehens lag im März und April 2020 in Norditalien.
Das Gesundheitssystem in vielen norditalienischen Provinzen war so überlastet, dass viele Patienten nicht oder nicht angemessen behandelt werden konnten und Klinikärzte genötigt waren, eine Triage vorzunehmen.
Vielerorts fehlten Schutzmasken; unter anderem deshalb haben sich viele Angehörige des medizinischen Personals mit dem Virus infiziert. Am 19. März 2020 zählte Italien 3405 COVID-19-Todesfälle und damit erstmals mehr Opfer als China.
Die italienische Regierung riegelte zunächst die Epizentren ab; seit dem 8. März wurden in rascher Folge Maßnahmen beschlossen, die viele wirtschaftliche Aktivitäten unterbanden und die Bewegungsfreiheit der Bürger einschränkten; öffentliche Veranstaltungen wurden abgesagt, Kirchen und Museen geschlossen, der Karneval in Venedig wurde abgebrochen. Ab der zweiten Märzwoche mussten viele Geschäfte und wenig später auch Produktionsbetriebe schließen; für die Allgemeinheit galten massive Ausgangsbeschränkungen, die jedoch in der ersten Maiwoche gelockert wurden.
Anfang Oktober 2020 begann eine zweite COVID-19-Welle. Immer mehr Zonen wurden vollständig abgeriegelt. Nach einer leichten Entspannung wurde Italien im März 2021 von einer dritten COVID-19-Welle getroffen; die ansteckendere Alpha-Variante setzte sich durch (siehe unten). Mit steigender Impfquote und dem Ende der kalten Jahreszeit sank die Zahl der Neuinfektionen stark.
Stand Ende August 2021 gab es in Italien seit Beginn der Pandemie rund 4,5 Millionen registrierte SARS-CoV-2-Fälle.
Die Impfquote gegen COVID ist seit dem Sommer 2021 deutlich höher als in den deutschsprachigen Ländern. Dazu haben auch Auflagen für Ungeimpfte beigetragen. Das Personal im Gesundheits- und Bildungswesen hat eine Impfpflicht gegen Corona. Diese wurde (Stand 24. November 2021) ausgeweitet auf das Verwaltungspersonal im Gesundheitswesen sowie des Schulsektors, auf das Militär, Polizeikräfte und Rettungsdienste. Alle Mitarbeiter in Gesundheitsberufen müssen sich ab Mitte Dezember 2021 ein drittes Mal impfen lassen (Auffrischungsimpfung).
Zum 1. Mai 2022 hob die Regierung Draghi die meisten COVID-Beschränkungen auf.
Die nach den Parlamentswahlen am 25. September 2022 ins Amt gekommene Regierung Meloni erklärte Ende Oktober 2022 die COVID-19-Pandemie in Italien faktisch für beendet.

## Statistik

Über Italien verliefen zahlreiche SARS-CoV-2-Infektionswege in andere Staaten, in denen keine oder erst wenige andere SARS-CoV-2-Infektionen bekannt waren (orange markiert)

Die Tabellen in diesem Abschnitt basieren auf den Zahlen des nationalen Istituto Superiore di Sanità, wo jede Probe nochmals überprüft wird, bevor der Fall als gesicherte Infektion gilt.
Am 3. März 2020 waren laut Statistik über 10 % der positiv diagnostizierten Personen auf Intensivstationen. Am 25. März 2020 waren es etwa 6 %, diese Zahl liegt deutlich über dem Anteil anderer Länder, z. B. 1,6 % in Österreich. In diesem Vergleich ist nicht berücksichtigt, dass in Italien längst nicht mehr alle intensivpflichtigen Patienten einen entsprechenden Platz erhalten. Ein Grund für auffällige Unterschiede auch in der Hospitalisierungsrate und in der Sterblichkeit könnte eine hohe Zahl nicht erkannter Fälle in Italien sein, die die Statistiken verfälscht. Eine Modellrechnung vom 16. März 2020 kommt zu der These, dass die tatsächlichen Fälle in Italien wohl ein Vielfaches der labortechnisch bestätigten ausmachen und sich möglicherweise im ein- bis zweistelligen Millionenbereich bewegen. Weitere Gründe für die hohe Sterblichkeit, die mit 21. März 2020 bei rechnerischen 9 % lag, werden im überlasteten Medizinsystem, im hohen Durchschnittsalter der Infizierten und in der Luftverschmutzung in der Po-Ebene gesehen. Dass die Epidemie in Italien früher eingesetzt hat als in den anderen europäischen Ländern und sich mittlerweile mehr schwere Verläufe entwickeln konnten, spielt wohl auch eine Rolle.
Als weitere Erklärungen sind genannt worden eine Tendenz zu engem Körperkontakt (z. B. Begrüßung mit Wangenküssen) sowie die Tatsache, dass in vielen italienischen Familien Großeltern regelmäßig die Kinder betreuen, welche symptomlos infiziert sein können und so die Krankheit in einer stark gefährdeten Altersgruppe verbreiten. In mehreren Berichten wurde spekuliert, dass die hohe Sterblichkeit unter anderem aus der Zählweise resultieren könnte, da in Italien jeder Verstorbene mit einer nachgewiesenen Infektion als COVID-19-Todesfall gilt, also auch Personen mit Grunderkrankungen, bei denen die Todesursache nicht eindeutig zu bestimmen war. Laut Robert Koch-Institut wird aber in Deutschland, das eine sehr geringe Sterblichkeit verzeichnet (ca. 0,3 % mit 22. März 2020) dieselbe Zählweise angewandt.
Zwischen dem 20. Februar und dem 31. März 2020 starben laut einer Untersuchung des nationalen Statistikamtes ISTAT und des Istituto superiore di sanità, das dem Gesundheitsministerium untersteht, 25.354 Menschen mehr in Italien als im Durchschnitt der Jahre 2015 bis 2019 in diesem Zeitraum. Offiziell gab es zwischen 20. Februar und 31. März 2020 13.710 COVID-19-Tote.
In der Lombardei gab es massive Engpässe in den Intensivstationen: Patienten, die eine Intensivtherapie benötigten, mussten auf andere Stationen verlegt werden. Italien hatte zu Beginn der Epidemie über insgesamt 5.100 Betten auf Intensivstationen; dies sind etwa 8,5 Betten pro 100.000 Einwohner. Diese Quote ist höher als etwa in Großbritannien (6,6 Betten pro 100.000 Einwohner), aber viel niedriger als in Deutschland (29,2 Betten). Auch die Zahl der normalen Krankenhausbetten ist in Italien vergleichsweise niedrig (340 pro 100.000 Einwohner, gegenüber 830 in Deutschland), während bei der Ärztedichte kein wesentlicher Unterschied zu Deutschland besteht.

### Entwicklung der Epidemie

Bestätigte Infizierte nach Daten der WHO. Oben kumuliert, unten Tageswerte

Bestätigte Todesfälle nach Daten der WHO. Oben kumuliert, unten Tageswerte

| Datum         | Infektionen (kumuliert) | Infektionen (Differenz zum Vortag) | genesen (kumuliert) | Todesfälle (kumuliert) | aktive Infektionen | Zuwachs / Abnahme aktive Infektionen / 24 h [%] | Isolation zuhause | Spital | Intensivstation |
| ------------- | ----------------------- | ---------------------------------- | ------------------- | ---------------------- | ------------------ | ----------------------------------------------- | ----------------- | ------ | --------------- |
| 28. Jan. 2020 | 2                       |                                    |                     | 0                      | 2                  |                                                 |                   |        |                 |
| 21. Feb. 2020 | 39                      | 37                                 |                     | 0                      | 39                 |                                                 |                   |        |                 |
| 22. Feb. 2020 | 79                      | 40                                 |                     | 2                      | 77                 | 097,4 %                                         |                   |        |                 |
| 23. Feb. 2020 | 159                     | 80                                 |                     | 2                      | 157                | 103,9 %                                         |                   |        | 26              |
| 24. Feb. 2020 | 229                     | 70                                 | 1                   | 6                      | 222                | 041,4 %                                         |                   |        | 23              |
| 25. Feb. 2020 | 326                     | 97                                 | 1                   | 11                     | 314                | 041,4 %                                         |                   |        | 35              |
| 26. Feb. 2020 | 400                     | 74                                 | 3                   | 12                     | 385                | 022,6 %                                         |                   |        | 36              |
| 27. Feb. 2020 | 650                     | 250                                | 45                  | 17                     | 588                | 052,7 %                                         |                   |        | 56              |
| 28. Feb. 2020 | 888                     | 238                                | 46                  | 21                     | 821                | 039,6 %                                         |                   |        | 64              |
| 29. Feb. 2020 | 1.128                   | 240                                | 50                  | 29                     | 1.049              | 027,8 %                                         |                   |        | 105             |
| 1. März 2020  | 1.694                   | 566                                | 83                  | 34                     | 1.577              | 050,3 %                                         |                   |        | 140             |
| 2. März 2020  | 2.036                   | 342                                | 149                 | 52                     | 1.835              | 016,4 %                                         |                   |        | 166             |
| 3. März 2020  | 2.502                   | 466                                | 160                 | 79                     | 2.263              | 023,3 %                                         |                   |        | 229             |
| 4. März 2020  | 3.089                   | 587                                | 276                 | 107                    | 2.706              | 019,6 %                                         |                   |        | 295             |
| 5. März 2020  | 3.858                   | 769                                | 414                 | 148                    | 3.296              | 021,8 %                                         |                   |        | 351             |
| 6. März 2020  | 4.636                   | 778                                | 523                 | 197                    | 3.916              | 018,8 %                                         |                   |        | 462             |
| 7. März 2020  | 5.883                   | 1.247                              | 589                 | 233                    | 5.061              | 029,2 %                                         |                   |        | 567             |
| 8. März 2020  | 7.375                   | 1.474                              | 622                 | 366                    | 6.387              | 026,2 %                                         | 2.180             | 3.557  | 650             |
| 9. März 2020  | 9.172                   | 1.797                              | 724                 | 463                    | 7.985              | 025,0 %                                         | 2.936             | 5.049  | 733             |
| 10. März 2020 | 10.149                  | 977                                | 1.004               | 631                    | 8.514              | 006,6 %                                         | 2.559             | 5.915  | 877             |
| 11. März 2020 | 12.462                  | 2.313                              | 1.045               | 827                    | 10.590             | 024,4 %                                         | 3.724             | 6.866  | 1.028           |
| 12. März 2020 | 15.113                  | 2.651                              | 1.258               | 1.016                  | 12.839             | 021,2 %                                         | 5.036             | 7.803  | 1.153           |
| 13. März 2020 | 17.660                  | 2.547                              | 1.439               | 1.266                  | 14.955             | 016,5 %                                         | 6.201             | 8.754  | 1.328           |
| 14. März 2020 | 21.157                  | 3.497                              | 1.966               | 1.441                  | 17.750             | 018,7 %                                         | 7.860             | 8.372  | 1.518           |
| 15. März 2020 | 24.747                  | 3.590                              | 2.335               | 1.809                  | 20.603             | 016,1 %                                         | 9.268             | 9.663  | 1.672           |
| 16. März 2020 | 27.980                  | 3.233                              | 2.749               | 2.158                  | 23.073             | 012,0 %                                         | 10.197            | 11.025 | 1.851           |
| 17. März 2020 | 31.506                  | 3.526                              | 2.941               | 2.503                  | 26.062             | 013,0 %                                         | 11.108            | 12.894 | 2.060           |
| 18. März 2020 | 35.713                  | 4.207                              | 4.025               | 2.978                  | 28.710             | 010,2 %                                         | 12.090            | 14.363 | 2.257           |
| 19. März 2020 | 41.035                  | 5.322                              | 4.440               | 3.405                  | 33.190             | 015,6 %                                         | 14.935            | 15.757 | 2.498           |
| 20. März 2020 | 47.021                  | 5.986                              | 5.129               | 4.032                  | 37.860             | 014,1 %                                         | 19.185            | 16.020 | 2.655           |
| 21. März 2020 | 53.578                  | 6.557                              | 6.072               | 4.825                  | 42.681             | 012,7 %                                         | 22.116            | 17.708 | 2.857           |
| 22. März 2020 | 59.138                  | 5.560                              | 7.024               | 5.476                  | 46.638             | 009,3 %                                         | 23.783            | 19.846 | 3.009           |
| 23. März 2020 | 63.927                  | 4.789                              | 7.432               | 6.077                  | 50.418             | 008,1 %                                         | 26.522            | 20.692 | 3.204           |
| 24. März 2020 | 69.176                  | 5.249                              | 8.326               | 6.820                  | 54.030             | 007,2 %                                         | 28.697            | 21.937 | 3.396           |
| 25. März 2020 | 74.386                  | 5.210                              | 9.362               | 7.503                  | 57.521             | 006,5 %                                         | 30.920            | 23.112 | 3.489           |
| 26. März 2020 | 80.539                  | 6.153                              | 10.361              | 8.165                  | 62.013             | 007,8 %                                         | 33.648            | 24.753 | 3.612           |
| 27. März 2020 | 86.498                  | 5.959                              | 10.950              | 9.134                  | 66.414             | 007,1 %                                         | 36.653            | 26.029 | 3.732           |
| 28. März 2020 | 92.472                  | 5.974                              | 12.384              | 10.023                 | 70.065             | 005,5 %                                         | 39.533            | 26.676 | 3.856           |
| 29. März 2020 | 97.689                  | 5.217                              | 13.030              | 10.779                 | 73.880             | 005,4 %                                         | 42.558            | 27.386 | 3.906           |
| 30. März 2020 | 101.739                 | 4.050                              | 14.620              | 11.591                 | 75.528             | 002,2 %                                         | 43.752            | 27.795 | 3.981           |
| 31. März 2020 | 105.792                 | 4.053                              | 15.729              | 12.428                 | 77.635             | 002,8 %                                         | 45.420            | 28.192 | 4.023           |
| 1. Apr. 2020  | 110.574                 | 4.782                              | 16.847              | 13.155                 | 80.572             | 003,8 %                                         | 48.134            | 28.403 | 4.035           |
| 2. Apr. 2020  | 115.242                 | 4.668                              | 18.278              | 13.915                 | 83.049             | 003,1 %                                         | 50.456            | 28.540 | 4.053           |
| 3. Apr. 2020  | 119.827                 | 4.585                              | 19.758              | 14.681                 | 85.388             | 002,8 %                                         | 52.579            | 28.541 | 4.068           |
| 4. Apr. 2020  | 124.632                 | 4.805                              | 20.996              | 15.361                 | 88.274             | 003,4 %                                         | 55.270            | 29.010 | 3.994           |
| 5. Apr. 2020  | 128.948                 | 4.316                              | 21.815              | 15.887                 | 91.246             | 003,4 %                                         | 58.320            | 28.949 | 3.977           |
| 6. Apr. 2020  | 132.547                 | 3.599                              | 22.837              | 16.523                 | 93.187             | 002,1 %                                         | 60.313            | 28.976 | 3.898           |
| 7. Apr. 2020  | 135.586                 | 3.039                              | 24.392              | 17.127                 | 94.067             | 000,9 %                                         | 61.557            | 28.718 | 3.792           |
| 8. Apr. 2020  | 139.422                 | 3.836                              | 26.491              | 17.669                 | 95.262             | 001,3 %                                         | 63.084            | 28.485 | 3.693           |
| 9. Apr. 2020  | 143.626                 | 4.204                              | 28.470              | 18.279                 | 96.877             | 001,7 %                                         | 64.873            | 28.399 | 3.605           |
| 10. Apr. 2020 | 147.577                 | 3.951                              | 30.455              | 18.849                 | 98.273             | 001,4 %                                         | 66.534            | 28.242 | 3.497           |
| 11. Apr. 2020 | 152.271                 | 4.694                              | 32.534              | 19.468                 | 100.269            | 002,0 %                                         | 68.744            | 28.144 | 3.381           |
| 12. Apr. 2020 | 156.363                 | 4.092                              | 34.211              | 19.899                 | 102.253            | 002,0 %                                         | 71.063            | 27.847 | 3.343           |
| 13. Apr. 2020 | 159.516                 | 3.153                              | 35.435              | 20.465                 | 103.616            | 001,3 %                                         | 72.333            | 28.023 | 3.260           |
| 14. Apr. 2020 | 162.488                 | 2.972                              | 37.130              | 21.067                 | 104.291            | 000,7 %                                         | 73.094            | 28.011 | 3.186           |
| 15. Apr. 2020 | 165.155                 | 2.667                              | 38.092              | 21.645                 | 105.418            | 001,1 %                                         | 74.696            | 27.643 | 3.079           |
| 16. Apr. 2020 | 168.941                 | 3.786                              | 40.164              | 22.170                 | 106.607            | 001,1 %                                         | 76.778            | 26.893 | 2.936           |
| 17. Apr. 2020 | 172.434                 | 3.493                              | 42.727              | 22.745                 | 106.962            | 000,3 %                                         | 78.364            | 25.786 | 2.812           |
| 18. Apr. 2020 | 175.925                 | 3.491                              | 44.927              | 23.227                 | 107.771            | 000,7 %                                         | 80.031            | 25.007 | 2.733           |
| 19. Apr. 2020 | 178.972                 | 3.047                              | 47.055              | 23.660                 | 108.257            | 000,5 %                                         | 80.589            | 25.033 | 2.635           |
| 20. Apr. 2020 | 181.228                 | 2.256                              | 48.877              | 24.114                 | 108.237            | 0−0,0 %                                         | 80.758            | 24.906 | 2.573           |
| 21. Apr. 2020 | 183.957                 | 2.729                              | 51.600              | 24.648                 | 107.709            | 0−0,5 %                                         | 81.104            | 24.134 | 2.471           |
| 22. Apr. 2020 | 187.327                 | 3.370                              | 54.543              | 25.085                 | 107.699            | 0−0,0 %                                         | 81.510            | 23.805 | 2.382           |
| 23. Apr. 2020 | 189.973                 | 2.646                              | 57.576              | 25.549                 | 106.848            | 0−0,8 %                                         | 81.710            | 22.871 | 2.267           |
| 24. Apr. 2020 | 192.944                 | 2.971                              | 60.498              | 25.969                 | 106.527            | 0−0,3 %                                         | 82.286            | 22.068 | 2.173           |
| 25. Apr. 2020 | 195.351                 | 2.407                              | 63.120              | 26.384                 | 105.847            | 0−0,6 %                                         | 82.212            | 21.533 | 2.102           |
| 26. Apr. 2020 | 197.675                 | 2.324                              | 64.928              | 26.644                 | 106.103            | 000,2 %                                         | 82.722            | 21.372 | 2.009           |
| 27. Apr. 2020 | 199.414                 | 1.739                              | 66.624              | 26.977                 | 105.813            | 0−0,3 %                                         | 83.504            | 20.353 | 1.956           |
| 28. Apr. 2020 | 201.505                 | 2.091                              | 68.941              | 27.359                 | 105.205            | 0−0,6 %                                         | 83.619            | 19.723 | 1.863           |
| 29. Apr. 2020 | 203.591                 | 2.086                              | 71.252              | 27.682                 | 104.657            | 0−0,5 %                                         | 83.652            | 19.210 | 1.795           |
| 30. Apr. 2020 | 205.463                 | 1.872                              | 75.945              | 27.967                 | 101.551            | 0−3,0 %                                         | 81.708            | 18.149 | 1.694           |
| 1. Mai 2020   | 207.428                 | 1.965                              | 78.249              | 28.236                 | 100.943            | 0−0,6 %                                         | 81.796            | 17.569 | 1.578           |
| 2. Mai 2020   | 209.328                 | 1.900                              | 79.914              | 28.710                 | 100.704            | 0−0,2 %                                         | 81.808            | 17.357 | 1.539           |
| 3. Mai 2020   | 210.717                 | 1.389                              | 81.654              | 28.884                 | 100.179            | 0−0,5 %                                         | 81.436            | 17.242 | 1.501           |
| 4. Mai 2020   | 211.938                 | 1.221                              | 82.879              | 29.079                 | 99.980             | 0−0,2 %                                         | 81.678            | 16.823 | 1.479           |
| 5. Mai 2020   | 213.013                 | 1.075                              | 85.231              | 29.315                 | 98.467             | 0−1,5 %                                         | 80.770            | 16.270 | 1.427           |
| 6. Mai 2020   | 214.457                 | 1.444                              | 93.245              | 29.684                 | 91.528             | 0−7,0 %                                         | 74.426            | 15.769 | 1.333           |
| 7. Mai 2020   | 215.858                 | 1.401                              | 96.276              | 29.958                 | 89.624             | 0−2,1 %                                         | 73.139            | 15.174 | 1.311           |
| 8. Mai 2020   | 217.185                 | 1.327                              | 99.023              | 30.201                 | 87.961             | 0−1,9 %                                         | 72.157            | 14.636 | 1.168           |
| 9. Mai 2020   | 218.268                 | 1.083                              | 103.031             | 30.395                 | 84.842             | 0−3,5 %                                         | 69.974            | 13.834 | 1.034           |
| 10. Mai 2020  | 219.070                 | 802                                | 105.186             | 30.560                 | 83.324             | 0−1,8 %                                         | 68.679            | 13.618 | 1.027           |
| 11. Mai 2020  | 219.814                 | 744                                | 106.587             | 30.739                 | 82.488             | 0−1,0 %                                         | 67.950            | 13.539 | 999             |
| 12. Mai 2020  | 221.216                 | 1.402                              | 109.039             | 30.911                 | 81.266             | 0−1,5 %                                         | 67.449            | 12.865 | 952             |
| 13. Mai 2020  | 222.104                 | 888                                | 112.541             | 31.106                 | 78.457             | 0−3,5 %                                         | 65.392            | 12.172 | 893             |
| 14. Mai 2020  | 223.096                 | 992                                | 115.288             | 31.368                 | 76.440             | 0−2,6 %                                         | 64.132            | 11.453 | 855             |
| 15. Mai 2020  | 223.885                 | 789                                | 120.205             | 31.610                 | 72.070             | 0−5,7 %                                         | 60.470            | 10.792 | 808             |
| 16. Mai 2020  | 224.760                 | 875                                | 122.810             | 31.763                 | 70.187             | 0−2,6 %                                         | 59.012            | 10.400 | 775             |
| 17. Mai 2020  | 225.435                 | 675                                | 125.176             | 31.908                 | 68.351             | 0−2,6 %                                         | 57.728            | 10.311 | 762             |
| 18. Mai 2020  | 225.886                 | 451                                | 127.326             | 32.007                 | 66.553             | 0−2,6 %                                         | 55.597            | 10.207 | 749             |
| 19. Mai 2020  | 226.699                 | 813                                | 129.401             | 32.169                 | 65.129             | 0−2,1 %                                         | 54.422            | 9.991  | 716             |
| 20. Mai 2020  | 227.364                 | 665                                | 132.282             | 32.330                 | 62.752             | 0−3,6 %                                         | 52.452            | 9.624  | 676             |
| 21. Mai 2020  | 228.006                 | 642                                | 134.560             | 32.486                 | 60.960             | 0−2,9 %                                         | 51.051            | 9.269  | 640             |
| 22. Mai 2020  | 228.658                 | 652                                | 136.720             | 32.616                 | 59.322             | 0−2,7 %                                         | 49.770            | 8.957  | 595             |
| 23. Mai 2020  | 229.327                 | 669                                | 138.840             | 32.735                 | 57.752             | 0−2,6 %                                         | 48.485            | 8.695  | 572             |
| 24. Mai 2020  | 229.858                 | 531                                | 140.479             | 32.785                 | 56.594             | 0−2,0 %                                         | 47.428            | 8.613  | 553             |
| 25. Mai 2020  | 230.158                 | 300                                | 141.981             | 32.877                 | 55.300             | 0−2,3 %                                         | 46.574            | 8.185  | 541             |
| 26. Mai 2020  | 230.555                 | 397                                | 144.658             | 32.955                 | 52.942             | 0−4,3 %                                         | 44.504            | 7.917  | 521             |
| 27. Mai 2020  | 231.139                 | 584                                | 147.101             | 33.072                 | 50.966             | 0−3,7 %                                         | 42.732            | 7.729  | 505             |
| 28. Mai 2020  | 231.732                 | 593                                | 150.604             | 33.142                 | 47.986             | 0−5,8 %                                         | 40.118            | 7.379  | 489             |
| 29. Mai 2020  | 232.248                 | 516                                | 152.844             | 33.229                 | 46.175             | 0−3,8 %                                         | 38.606            | 7.094  | 475             |
| 30. Mai 2020  | 232.644                 | 416                                | 155.633             | 33.340                 | 43.691             | 0−5,4 %                                         | 36.561            | 6.680  | 450             |
| 31. Mai 2020  | 232.997                 | 333                                | 157.507             | 33.415                 | 42.075             | 0−3,7 %                                         | 35.253            | 6.387  | 435             |
| 1. Juni 2020  | 233.197                 | 178                                | 158.355             | 33.475                 | 41.367             | 0−1,7 %                                         | 34.844            | 6.099  | 424             |
| 2. Juni 2020  | 233.515                 | 318                                | 160.092             | 33.530                 | 39.893             | 0−3,6 %                                         | 33.569            | 5.916  | 408             |
| 3. Juni 2020  | 233.836                 | 321                                | 160.938             | 33.601                 | 39.297             | 0−1,5 %                                         | 33.202            | 5.742  | 353             |
| 4. Juni 2020  | 234.013                 | 177                                | 161.895             | 33.689                 | 38.429             | 0−2,2 %                                         | 32.588            | 5.503  | 338             |
| 5. Juni 2020  | 234.531                 | 518                                | 163.781             | 33.774                 | 36.976             | 0−3,8 %                                         | 31.539            | 5.301  | 316             |
| 6. Juni 2020  | 234.801                 | 270                                | 165.078             | 33.846                 | 35.877             | 0−3,0 %                                         | 30.582            | 5.002  | 293             |
| 7. Juni 2020  | 234.998                 | 197                                | 165.837             | 33.899                 | 35.262             | 0−1,7 %                                         | 30.111            | 4.864  | 287             |
| 8. Juni 2020  | 235.278                 | 280                                | 166.584             | 33.964                 | 34.730             | 0−1,5 %                                         | 29.718            | 4.729  | 283             |
| 9. Juni 2020  | 235.561                 | 283                                | 168.646             | 34.043                 | 32.872             | 0−5,3 %                                         | 28.028            | 4.581  | 263             |
| 10. Juni 2020 | 235.763                 | 202                                | 169.939             | 34.114                 | 31.710             | 0−3,5 %                                         | 27.141            | 4.320  | 249             |
| 11. Juni 2020 | 236.142                 | 379                                | 171.388             | 34.167                 | 30.637             | 0−3,4 %                                         | 26.270            | 4.131  | 236             |
| 12. Juni 2020 | 236.305                 | 163                                | 173.085             | 34.223                 | 28.997             | 0−5,4 %                                         | 24.887            | 3.893  | 227             |
| 13. Juni 2020 | 236.651                 | 346                                | 174.865             | 34.301                 | 27.485             | 0−5,2 %                                         | 23.518            | 3.747  | 220             |
| 14. Juni 2020 | 236.989                 | 338                                | 176.370             | 34.345                 | 26.274             | 0−4,4 %                                         | 22.471            | 3.594  | 209             |
| 15. Juni 2020 | 237.290                 | 303                                | 177.010             | 34.371                 | 25.909             | 0−1,4 %                                         | 22.213            | 3.489  | 207             |
| 16. Juni 2020 | 237.500                 | 210                                | 178.526             | 34.405                 | 24.569             | 0−5,2 %                                         | 21.091            | 3.301  | 177             |
| 17. Juni 2020 | 237.828                 | 329                                | 179.455             | 34.448                 | 23.925             | 0−2,6 %                                         | 20.649            | 3.113  | 163             |
| 18. Juni 2020 | 238.159                 | 333                                | 180.544             | 34.514                 | 23.101             | 0−3,4 %                                         | 20.066            | 2.867  | 168             |
| 19. Juni 2020 | 238.011                 | 251                                | 181.907             | 34.561                 | 21.543             | 0−6,7 %                                         | 18.750            | 2.632  | 161             |
| 20. Juni 2020 | 238.275                 | 262                                | 182.453             | 34.610                 | 21.212             | 0−1,5 %                                         | 18.586            | 2.474  | 152             |
| 21. Juni 2020 | 238.499                 | 224                                | 182.893             | 34.634                 | 20.972             | 0−1,1 %                                         | 18.510            | 2.314  | 148             |
| 22. Juni 2020 | 238.720                 | 218                                | 183.426             | 34.657                 | 20.637             | 0−1,6 %                                         | 18.472            | 2.038  | 127             |
| 23. Juni 2020 | 238.833                 | 122                                | 184.585             | 34.675                 | 19.573             | 0−5,2 %                                         | 17.605            | 1.853  | 115             |
| 24. Juni 2020 | 239.410                 | 190                                | 186.111             | 34.644                 | 18.655             | 0−4,7 %                                         | 16.938            | 1.610  | 107             |
| 25. Juni 2020 | 239.706                 | 296                                | 186.725             | 34.678                 | 18.303             | 0−1,9 %                                         | 16.685            | 1.515  | 103             |
| Datum         | Infektionen (kumuliert) | Infektionen (Differenz zum Vortag) | genesen (kumuliert) | Todesfälle (kumuliert) | aktive Infektionen | Zuwachs / Abnahme aktive Infektionen / 24 h [%] | Isolation zuhause | Spital | Intensivstation |

Am 25. Februar verfügte das Istituto Superiore di Sanità, dass ein COVID-19-Test nicht mehr bei bloßem Verdacht auf eine Infektion, sondern nur noch bei Symptomen durchgeführt wird.
Seit dem 28. Februar verifiziert das Istituto Superiore di Sanità bei allen Todesfällen, ob sie tatsächlich auf das Virus zurückzuführen sind.
Die aktiven Infektionen werden aus der Differenz der kumulierten Infektionen abzüglich der Toten und Genesenen gebildet. Der Zuwachs der aktiven Infektionen in Prozent bezieht sich daher auf den jeweils aktiven Infektionsherd und nicht auf die kumulierten Infektionen.

### Regionale Verteilung
|  | Lombardei |

|  | Piemont |

|  | Emilia-Romagna |

|  | Venetien |

|  | Toskana |

|  | Ligurien |

|  | Latium |

|  | Marken |

|  | Trentino |

|  | Kampanien |

|  | Apulien |

|  | Friaul-Julisch Venetien |

|  | Abruzzen |

|  | Autonome Region Sizilien |

|  | Südtirol |

|  | Umbrien |

|  | Sardinien |

|  | Kalabrien |

|  | Aostatal |

|  | Molise |

|  | Basilikata |

Am 7. März 2020 hat der Zivilschutz Italiens (italienisch Protezione Civile) über die ArcGIS-Onlineplattform von ESRI eine Anwendung erstellt, um eine effektive und transparente Information der Bevölkerung über die aktuelle Entwicklung der COVID-19-Fälle in Italien zu gewährleisten. Diese ist in zwei Versionen, einer Desktop-Version und einer mobilen Version, verfügbar. Über eine geographische Karte Italiens können dort die aktuelle Anzahl der Infektionen und weitere Daten nicht nur auf Regionen, sondern bis in die einzelnen Provinzen dargestellt und auch heruntergeladen werden. Die Daten werden täglich um 18:00 Uhr aktualisiert.

### Einfluss von Alter, Geschlecht und Vorerkrankungen auf Sterblichkeit
Eine Untersuchung des Istituto Superiore di Sanità, die 105 Fälle bis 4. März 2020 berücksichtigt, hat folgende Verteilung nach Alter, Geschlecht und Vorerkrankungen identifiziert:
Anteil an den Todesfällen nach Altersgruppe:
- unter 50 Jahren: keine Todesfälle
- 50 bis 59 Jahre: 2,8 %
- 60 bis 69 Jahre: 8,4 %
- 70 bis 79 Jahre: 32,4 %
- 80 bis 89 Jahre: 42,2 %
- 90 und mehr Jahre: 14,4 %

Das Durchschnittsalter der Verstorbenen beträgt 81 Jahre (Männer 79,9 Jahre, Frauen 83,4 Jahre).
Einfluss von Vorerkrankungen (Anteil an den Todesfällen nach Anzahl der Vorerkrankungen):
- max. 1 Vorerkrankung: 15,5 %
- 2 Vorerkrankungen: 18,3 %
- 3 oder mehr Vorerkrankungen: 67,2 %

Bei den Vorerkrankungen dominieren Hypertonie (74,6 %), ischämische Herzkrankheit (70,4 %) und Diabetes mellitus (33,8 %).
Die Untersuchung von 2.003 Gestorbenen mit positivem COVID-19-Befund durch dasselbe Institut ergab auf dem Stand vom 17. März 2020 eine ähnliche Verteilung (Prozentzahlen gerundet):
- 30–39 Jahre: 5 Personen (0,2 %)
- 40–49 Jahre: 12 Personen (0,6 %)
- 50–59 Jahre: 56 Personen (2,8 %)
- 60–69 Jahre: 173 Personen (8,6 %)
- 70–79 Jahre: 707 Personen (35,1 %)
- 80–89 Jahre: 852 Personen (42,5 %)
- über 90 Jahre: 198 Personen (9,9 %)

In allen Altersgruppen wurden deutlich mehr männliche als weibliche Tote gezählt. Bei den Personen, die jünger als 70 Jahre waren, stehen 50 Frauen 196 Männern gegenüber, bei den Personen, die 70 und älter waren, waren es 533 Frauen und 1224 Männer. Demnach sind 70,9 % der mit COVID-19-Befund Verstorbenen männlich. Die weiblichen Todesfälle waren im Schnitt 83,7 Jahre alt, die männlichen 79,5 Jahre.
Von den 2003 Verstorbenen wurden die Daten von 355 Personen näher untersucht. Ohne Vorerkrankung waren davon lediglich 0,8 % der untersuchten Verstorbenen, eine Vorerkrankung hatten 25,1 %, zwei Vorerkrankungen 25,6 %. Drei oder mehr Vorerkrankungen wurden bei 48,5 % der untersuchten Fälle festgestellt. Fast unverändert im Vergleich zur ersten Untersuchung ist hierbei die Häufigkeit von Hypertonie (76,1 %) und Diabetes mellitus (35,5 %), deutlich gesunken ist der Anteil der Fälle von ischämischer Herzkrankheit (33,0 %).
Die Untersuchung von 14.860 Gestorbenen mit positivem COVID-19-Befund durch dasselbe Institut ergab auf dem Stand vom 6. April 2020 eine ähnliche Verteilung (Prozentzahlen gerundet):
- 0–29 Jahre: 8 Personen (0,05 %)
- 30–39 Jahre: 34 Personen (0,2 %)
- 40–49 Jahre: 136 Personen (0,9 %)
- 50–59 Jahre: 567 Personen (3,8 %)
- 60–69 Jahre: 1724 Personen (11,6 %)
- 70–79 Jahre: 4909 Personen (33,0 %)
- 80–89 Jahre: 5956 Personen (40,0 %)
- über 90 Jahre: 1525 Personen (10,3 %)

In allen Altersgruppen wurden deutlich mehr männliche als weibliche Tote gezählt. Bei den Personen, die jünger als 70 Jahre waren, stehen 540 Frauen 1929 Männern gegenüber, bei den Personen, die 70 und älter waren, waren es 4258 Frauen und 8132 Männer. Demnach sind 67,8 % der mit COVID-19-Befund Verstorbenen männlich.
Von den 14.860 Verstorbenen wurden die Daten von 1.281 Personen näher untersucht. Ohne Vorerkrankung waren davon lediglich 1,8 % der untersuchten Verstorbenen, eine Vorerkrankung hatten 13,9 %, zwei Vorerkrankungen 21,5 %. Drei oder mehr Vorerkrankungen wurden bei 62,9 % der untersuchten Fälle festgestellt. Bei den Vorerkrankungen dominieren Hypertonie (74,7 %), Diabetes mellitus (29,0 %), Demenz (20,7 %) und Herzinsuffizienz (20,6 %).

## Verlauf und Maßnahmen

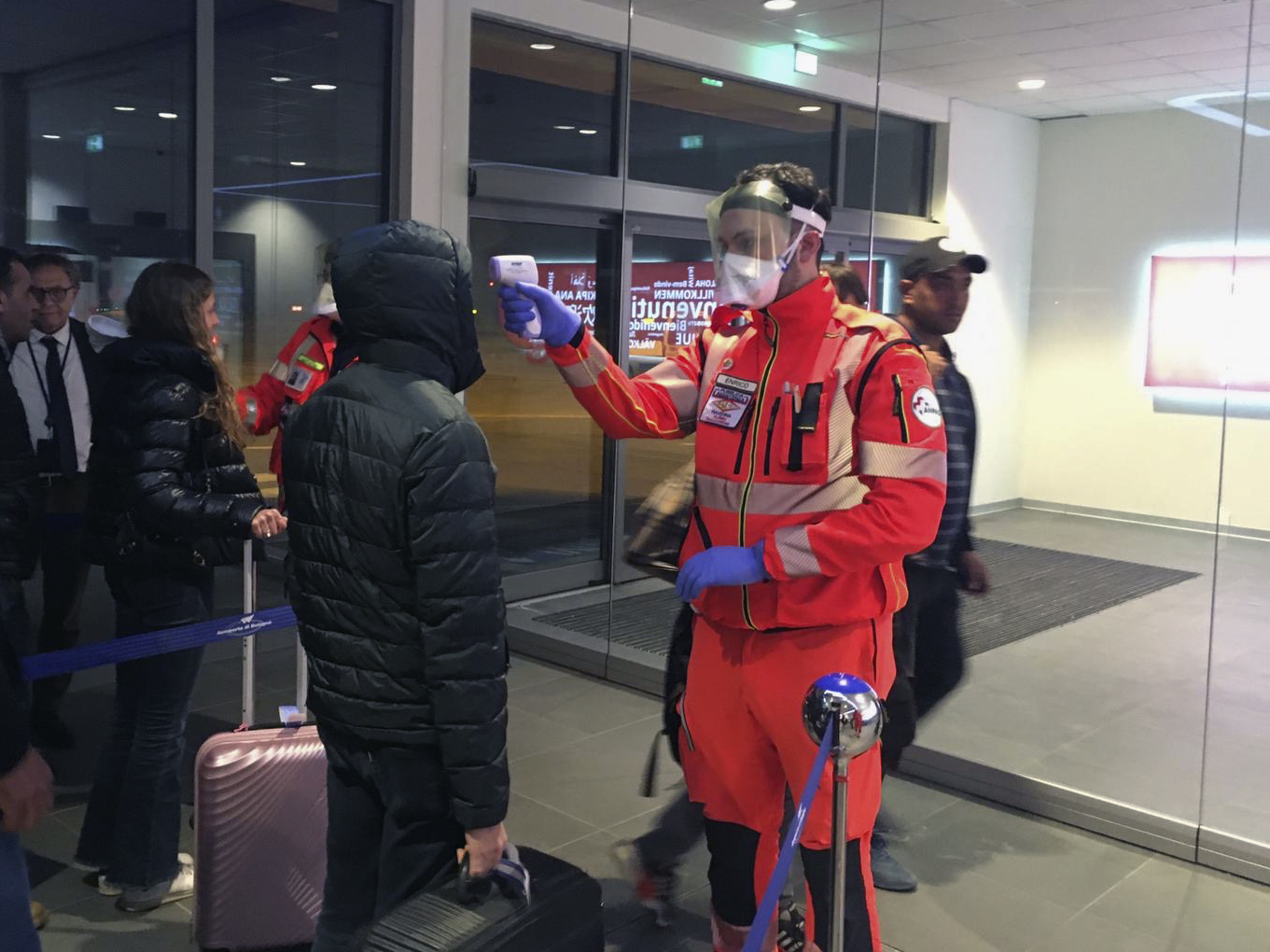
Der italienische Zivilschutz bei der Personenkontrolle im Flughafen Bologna, Anfang Februar 2020

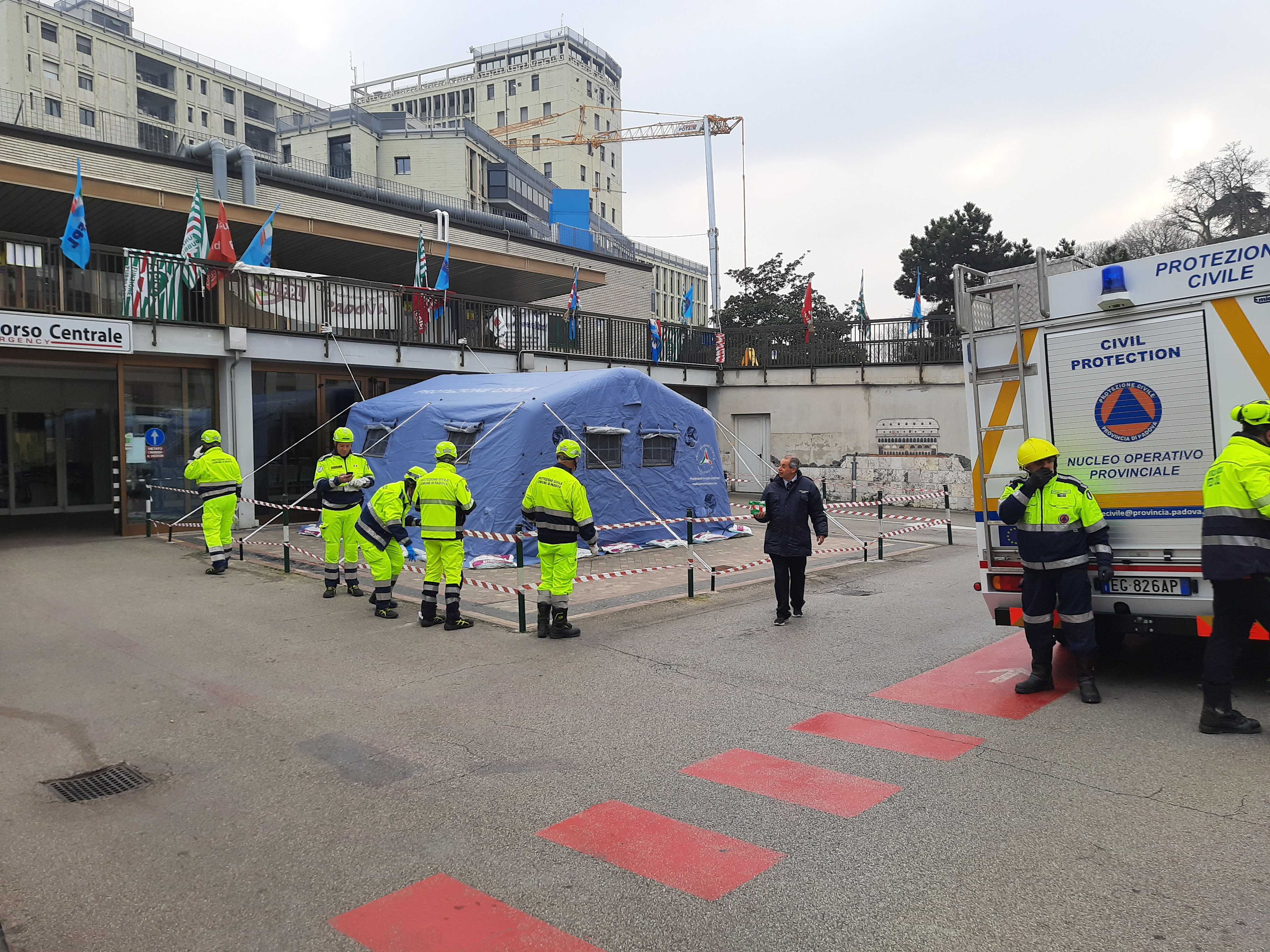
Erste-Hilfe-Station des italienischen Zivilschutzes in Padua, Mitte Februar 2020

### 2019
In Italien hat es mutmaßlich schon im November 2019 – und damit zwei Monate früher als lange angenommen – eine erste Infektion mit dem Coronavirus Sars-Cov-2 gegeben.
Bei Nachuntersuchung von 40 Abwasserproben aus Kläranlagen in Norditalien fand das nationale italienische Gesundheitsinstitut ISS, dass sich Erbgut des Erregers Sars-Cov-2 schon am 18. Dezember 2019 in Mailand und Turin fand und dann im Januar und Februar 2020. Kontrollproben vom September 2018 bis Juni 2019 sowie vom Oktober und November 2019 waren negativ. In Bologna war eine Probe vom 29. Januar 2020 positiv.

### Januar 2020
Die ersten zwei Fälle, die in Italien bekannt wurden, waren chinesische Touristen, die sich aufgrund ihrer Symptome selbst gemeldet hatten und die am 28. Januar 2020 in Rom positiv getestet wurden. Die beiden kommen als Auslöser der Pandemie nicht in Frage und es ist ungeklärt, auf welchem Weg die Infektion erstmals nach Italien getragen wurde.

### Februar 2020
- Am 19. Februar 2020 wurde im Mailänder San-Siro-Stadion vor über 44.000 Zuschauern ein Fußballspiel der UEFA Champions League ausgetragen. Aus Valencia waren 2.500 Fans angereist, die übrigen Zuschauer, darunter viele ältere Atalanta-Anhänger, stammten überwiegend aus Bergamo; allein 540 kamen aus dem Val Seriana, das später zu einem Hotspot der Pandemie wurde. Da zwei Wochen nach dem Spiel die Fallzahlen in Bergamo und Umgebung extrem anstiegen, wurde dieses Fußballspiel im Nachhinein als Partita zero („Spiel null“), beziehungsweise das Stadion als Stadio zero bezeichnet (beides in Anspielung auf den Begriff Patient null).[49] Der italienische Zivilschutz sieht allerdings keine Beweise für die These, dass das Spiel maßgeblich zur Verbreitung der Krankheit beitrug, schließt die Möglichkeit aber auch nicht aus. Dagegen spricht die Tatsache, dass es in Mailand trotz zahlreicher Übernachtungen und Feiern der Fußballfans in der Folge keine sprunghafte Zunahme der Erkrankungen gab.[50]
- In der Nacht zum 22. Februar 2020 wurden in Italien die ersten durch das Coronavirus-bedingten Todesfälle unter Europäern gemeldet. Die Betroffenen waren ein 78-jähriger Mann aus der Nähe von Padua sowie eine 77-jährige Frau aus der Nähe von Cremona, die in der Nacht zuvor verstorben war und sich nachträglich als infiziert herausstellte.
- In der Lombardei waren am 22. Februar zunächst 39, später 46 Menschen als infiziert gemeldet, mit einer Häufung an Fällen in der Stadt Codogno; hinzu kamen 12 Infizierte in Venetien. Der „Patient 1“, ein 38-Jähriger, auf den zumindest die Infektionen in der Lombardei zurückgeführt wurden, sei in gesundheitlich stabilem Zustand.[51][52]
- In Codogno und weiteren neun umliegenden Gemeinden wurde die Schließung der Schulen und öffentlichen Lokale für die Dauer einer Woche verfügt. Am 22. Februar wurden die 50.000 dort lebenden Menschen aufgefordert, zu Hause zu bleiben, und die betroffenen zehn Kommunen in der Lombardei und eine Kommune in Venetien wurden abgeriegelt.[53][54] Wer sich der Anordnung widersetzt, riskiert bis zu drei Monate Haft.[53]
- Am 23. Februar 2020 wurden zahlreiche Sicherheitsmaßnahmen verfügt. Das Modehaus Giorgio Armani SpA entschied, Produktionsstätten und Büros an mehreren Standorten eine Woche lang zu schließen. Die Armani-Modenschau im Rahmen der Fashion Week am Sonntag fand ohne Publikum statt, konnte jedoch im Livestream mitverfolgt werden. Nach diesem Schema werden auch die beiden letzten, für Montag angesetzten Shows der Fashion Week durchgeführt. In Venetien blieben Schulen, Universitäten und Museen geschlossen, ebenso der Markusdom. Das Teatro La Fenice stellte den Spielbetrieb ein, Hochzeiten und Trauerzeremonien können nur mehr im engsten Familienkreis stattfinden. Die Vaporetti Venedigs wurden einer großen Desinfizierungsaktion unterzogen.[55] Neben der Region Venetien wurde die Schließung von Schulen und Universitäten bis zum 1. März auch für die Regionen Lombardei, Ligurien, Piemont, Emilia-Romagna und Friaul Julisch-Venetien beschlossen. Der Entscheidung schloss sich am Tag darauf auch die Autonome Provinz Trient an.[56]
- Am 25. Februar 2020 wurde bekannt, dass Reisende aus der Lombardei in zahlreichen Regionen Italiens und Staaten Europas positiv getestet wurden. Diverse Medien sprachen von einer europaweiten Epidemie. Auch Brasilien als erstes Land Südamerikas und Algerien als zweites Land Afrikas waren mit positiven Testergebnissen konfrontiert, deren Ursprung in der Lombardei lag.
- Am 26. Februar 2020 gab Attilio Fontana, der Gouverneur der Lombardei, bekannt, dass ein positives Testergebnis einer seiner Mitarbeiterinnen vorliege und er sich daher in selbstgewählte Isolierung begebe. Eine geplante Pressekonferenz sagte er ab.[57]
- Am 28. Februar initiierte die italienische Regierung Nothilfen für betroffene Gebiete. Bürger sollen Zahlungen an Versorgungsunternehmen und Versicherungen vorübergehend aussetzen können, Unternehmen konkrete wirtschaftliche Hilfen erhalten.[58]

### März 2020
- Die regionalen Schulschließungen wurden am 2. März bis zum 8. März verlängert,[59] viele Museen und andere Einrichtungen öffneten aber wieder.
- Am 4. März wurde bekanntgegeben, dass in ganz Italien Schulen und Universitäten zunächst bis zum 15. März geschlossen werden.[60] Die Regierung erklärte, Maßnahmen für eine Arbeitsfreistellung eines Elternteils oder einen finanziellen Ausgleich für eine Kinderbetreuung in Erwägung zu ziehen.[61]
- Es wurde verfügt, Kongresse, insbesondere auf medizinischem Gebiet, aufzuschieben, um das medizinische Personal nicht anderweitig zu binden. Der Zugang zu Privatkliniken und Hospizen wurde eingeschränkt, und Begleitpersonen wurde der Zugang zu den Notaufnahmen von Kliniken verboten.[62][63]
- Zuvor für „rote Zonen“ geltende Empfehlungen wurden auf das ganze Land ausgeweitet: Mindestabstand von einem Meter zwischen Personen; Begrüßung ohne Wangenkuss, Umarmung oder Handschlag; Meiden überfüllter Orte; Ausgangsverbot bei jeglichem Fieber oder Infektionsverdacht; Zuhausebleiben aller Personen ab 75 Jahren und Personen ab 65 Jahren mit gesundheitlichen Einschränkungen. Kinos und Theater durften zunächst noch offen bleiben, wenn sie garantierten, Stühle nur so zu besetzen, dass der Mindestabstand eingehalten wurde;[62][63] wenige Tage später mussten sie ganz schließen.
- Es wurde verfügt, die Zahl der Betten in den Intensivstationen der Pneumologie- und Infektologie um 100 % und die in anderen Intensivstationen um 50 % zu erhöhen, die Prüfungen für die Zulassung zur Ausübung von Facharztberufen und die Abschlussprüfungen für Krankenpfleger vorzuziehen.[64] Zudem begann die Regierung, Ärzte aus dem Ruhestand zurückzuholen. Insgesamt sollen 20.000 medizinische Fachkräfte rekrutiert werden.[65]
- Am 6. März veröffentlichte die Società Italiana di Anestesia Analgesia Rianimazione e Terapia Intensiva (SIAARTI) Empfehlungen zur klinischen Ethik zur Frage des Zugangs und der Beendigung der Intensivtherapie, die im Falle eines außergewöhnlichen Ungleichgewichts zwischen Notwendigkeit einerseits und verfügbaren Ressourcen andererseits anwendbar sind.[66] Darin werden die Priorisierung medizinischer Leistungen und Triage explizit diskutiert.[67]
- Am 8. März wurden im Norden Italiens insgesamt 13 Provinzen und eine Metropolitanstadt in den Regionen Emilia-Romagna, Marken, Piemont und Venetien sowie die gesamte Lombardei abgeriegelt und Sperrzonen mit „eingeschränkter Mobilität“ eingerichtet, um die Ausweitung der Ansteckung einzudämmen und eine Überlastung der Krankenhauseinrichtungen zu vermeiden. Betroffen sind rund 16 Millionen Menschen.[68]
- Am 9. März gegen 21 Uhr wurde ganz Italien mit Wirkung zum 10. März zur Sperrzone erklärt.[69]
- Am 10. März wurden in Codogno erstmals seit Ausbruch der Epidemie keine Neuinfizierten registriert. In Codogno war am 21. Februar der erste Infektionsfall registriert worden, worauf der Ort sich zu einem der Infektionsherde in Italien entwickelte und am 23. Februar abgeriegelt wurde.[70]
- Am 11. März hat die italienische Regierung beschlossen, dass zahlreiche Geschäfte und Restaurants geschlossen werden müssen.[71][72] Zur Diskussion steht, in Mailand nach chinesischem Vorbild kurzzeitig ein Hospital mit 500 Plätzen für die Intensivtherapie zu errichten.[73]
- Am 13. März berichteten Medien, dass in ganz Italien an diesem Tag und den Folgetagen um 18 Uhr Flashmobs an Fenstern und Balkonen angekündigt worden waren, um den Zusammenhalt spürbar zu machen. Gesungen werden sollte am ersten Abend die Nationalhymne, am nächsten Tag Azzurro, am Folgetag Il cielo è sempre più blu.[74]
- Am 16. März beschlagnahmten die Behörden in zahlreichen Regionen Italiens mehr als 60.000 gehortete und teils zu überhöhten Preisen zum Verkauf angebotene Waren. Es handelte sich vor allem um Desinfektionsmittel und Atemmasken.[75]
- Am 17., 18. und 19. März stieg die Zahl der Verstorbenen weiter. Die Zivilschutzbehörde meldete 475 Tote in nur einem Tag – dies waren mehr, als selbst in China an einem Tag an COVID-19 verstarben. Die Zahl der positiv Getesteten stieg am 18. März auf über 35.000, in Norditalien allein waren zu dieser Zeit 1.200 COVID-19-Patienten in Intensivtherapie.[76] In der Nacht vom 18. auf den 19. März fuhr eine Kolonne von Militärlastwagen durch Bergamo, um Särge mit Toten zu Krematorien in der Umgebung zu fahren. Die Leichenhäuser und Bestattungsinstitute in der Stadt waren überfüllt und überlastet; Särge mussten in Kirchen gelagert werden. Die Militärlastwagen wurden nach Bergamo geschickt, um die Särge in benachbarte Provinzen zu transportieren.[77][78][79]

Krankenpfleger veröffentlichten einen Video-Appell (später mit Hilfe des Pfleger-Verbandes FNOPI auch auf Englisch), um auf die dramatische Lage in den Krankenhäusern Norditaliens hinzuweisen und um international um Hilfe zu bitten.
- Am 18. März berichtete der Bürgermeister von Bergamo (120.000 Einwohner) von dramatischen Zuständen in Bergamos Krankenhäusern und appellierte an seine deutschen Amtskollegen, der Verbreitung des Virus so früh wie möglich entgegenzuwirken: „Sorgt dafür, dass sich die Leute nicht mehr treffen, sondern auf Abstand gehen. Nutzt die Zeit gut, die ihr noch zur Verfügung habt!“[81]
- Am 19. März schilderte der medizinische Leiter des Krankenhauses „Papa Giovanni XXIII“ in Bergamo, Stefano Fagiuoli, in einer Videobotschaft, dass es an Personal fehle sowie an Medikamenten, Betten, Beatmungsgeräten, Schutzanzügen und Masken. Die „Cesvi“, eine der größten humanitären Organisationen Italiens, versuche das Krankenhaus sogar mit Hilfe eines Spendenaufrufs über die Crowdfunding-Plattform GoFundMe bei der Beschaffung der fehlenden Ausrüstung zu unterstützen. Der Gouverneur der Lombardei, Attilio Fontana, erklärte: „Wir brauchen Ärzte. Ich hatte gehofft, dass von den Appellen, die wir in den letzten Tagen an die Rentner und Praktikanten gerichtet haben, mehr Resonanz kommen würde – aber es gab keine“.[82][83]

Wegen ausgelasteter Spitalkapazitäten nehmen sogar Hausarztpraxen infizierte Patienten stationär auf, jedoch ohne über die zum Selbstschutz notwendigen spitalhygienischen Einrichtungen und Sicherheitsvorkehrungen zu verfügen. Von den 600 Ärzten in der Provinz Bergamo waren 118 erkrankt oder in Quarantäne, während bereits 13 namentlich bekannte an COVID-19 verstorben sind.
- Nachdem Silvio Berlusconi am 17. März zehn Millionen Euro für die Einrichtung neuer Intensivstationen in Mailand gespendet hatte, folgten mehrere Großindustrielle seinem Beispiel. Auch die Unternehmerfamilie Agnelli und das Mode-Bekleidungsunternehmen Moncler spendeten jeweils etwa zehn Millionen Euro.[86]
- Am 21. März veröffentlichte The New England Journal of Medicine eine Darstellung einer Gruppe italienischer Ärzte, die von katastrophalen Verhältnissen in Bergamo und Umgebung berichteten: 70 % aller Intensivbetten in Bergamo seien für COVID-19-Patienten in kritischem Zustand, aber mit einer vernünftigen Überlebenschance reserviert, ältere Patienten würden nicht wiederbelebt, Krankenhäuser hätten sich über die letzten Wochen zu COVID-19-Herden entwickelt. Sie riefen zu einer transnationalen, langfristigen Koordinierung auf, die über eine ausschließliche Betrachtung der Intensivstationen hinausgehen müsse.[87][88]
- Am 23. März erklärte das Land Sachsen, Corona-Patienten aus Italien aufnehmen zu wollen; die Kapazitäten seien derzeit frei, und man könne durch die Behandlung der Patienten lernen, mit dem Virus umzugehen. Acht Patienten sollten am selben Tag mit einer italienischen Militärmaschine nach Sachsen geflogen werden.[89]

### April 2020
- Ähnlich wie zuvor Sachsen hatte auch Mecklenburg-Vorpommern Ende März Italien angeboten, Patienten aufzunehmen. Aufgrund zurückgehender Fälle auf den Intensivstationen hatte Italien keinen Bedarf mehr und lehnte das Angebot am 6. April ab.[90]
- Bis zum 9. April befanden sich unter den Todesfällen nach Angaben der italienischen Ärztekammer hundert Mediziner.[91]
- Am 27. April stellte der Sonderkommissar für die Coronakrise, Domenico Arcuri, eine Sonderverordnung vor, die den Preis für die von Apotheken und anderen Verkaufsstellen vertriebenen Masken auf maximal 50 Cent festlegte, um Missbrauch zu verhindern. Der Bruttopreis für den Endkunden liegt infolgedessen bei 61 Cent.[92][93] Der Preis beruht, so die Medien, auf einer Einigung mit dem Apotheken-Verband; einige Produzenten erklärten, dass der Preis zu niedrig zur Deckung der Kosten sei.[94] Der Präsident der Südtiroler Apothekerkammer, Maximin Liebl, erklärte, der Preis liege unter dem Einkaufspreis und die Handelsordnung verbiete es Apotheken, Waren unter dem Einkaufspreis zu verkaufen.[95]

### Mai 2020
- Am 13. Mai veröffentlichte die WHO auf ihrer Webseite einen Bericht zum Krisenmanagement Italiens. Er enthüllte unter anderem, dass Italiens Pandemie-Plan seit 2006 nicht aktualisiert wurde. Krankenhäuser hätten auch deshalb improvisieren müssen. Den Bericht hatte der WHO-Wissenschaftler Francesco Zambon mit zehn Kollegen in ganz Europa erstellt. Er wurde einen Tag später entfernt auf Betreiben von Ranieri Guerra. Dieser war bei der WHO als Vizedirektor und danach als »Sonderberater« des WHO-Direktors für strategische Initiativen zuständig. Er war von 2014 bis 2017 Generaldirektor für Gesundheitsvorsorge im italienischen Gesundheitsministerium und damit zuständig für den Pandemie-Plan. Er war Mitglied in Italiens Corona-Taskforce.[96][97] Report, ein investigatives Fernsehmagazin des Senders Rai 3, hat am 2. November 2020 über den Fall berichtet.[98]

- Am 27. Mai wurde berichtet, dass mindestens 165 Ärzte mit COVID-19-Befund starben.[99]
- Am 30. Mai galten laut der Johns-Hopkins-Universität 152.844 der 232.248 Infizierten als geheilt, 33.229 waren verstorben.[100]

### August 2020
Das Durchschnittsalter derer, die sich zuletzt mit COVID-19 infiziert haben, ist auf 30 Jahre gesunken. 50 Prozent der neu Infizierten sind jünger als 25 Jahre. Im Sommerurlaub ist insbesondere die Disziplin junger Menschen stark gesunken. Sardinien, eine der beliebtesten Ferieninseln der Italiener, ist neuer Corona-Hotspot Italiens. In der ersten Phase der Pandemie galt sie als weitgehend Covid-frei.
Italien schließt vom 17. August bis mindestens zum 7. September 2020 alle Diskotheken des Landes sowie alle Stranddiscos im Freien und sonstige Tanz-Events. Von 18 Uhr abends bis 6 Uhr morgens gilt Maskenpflicht bei Ansammlungen vor Lokalen und auf Plätzen, wo sich in Italien gerne viele Menschen treffen.
In den ersten drei Augustwochen wurden auf Sizilien und Lampedusa mehr als 70 Migranten positiv auf COVID-19 getestet. Soldaten werden eingesetzt, um durchzusetzen, dass sich alle Migranten an die vorgeschriebene zweiwöchige Quarantäne halten. Der sizilianische Regionalpräsident Nello Musumeci bezichtigte die italienische Regierung und die EU erneut, Sizilien und Lampedusa (das zur sizilianischen Provinz Agrigent zählt) mit der Flucht und Migration über das Mittelmeer in die EU alleine zu lassen. Am 20. September 2020 finden in sieben der zwanzig Regionen Italiens Regionalwahlen statt. Ungefähr 30 Prozent der registrierten Neuinfektionen sind Reiserückkehrer (speziell aus Risikoländern wie Kroatien und Spanien).
Die Wiedereröffnung von Kitas, Schulen und Universitäten Mitte September wird vorbereitet.

### Oktober 2020
Am 19. Oktober 2020 meldete Italien fast 12.000 Neuinfektionen innerhalb eines Tages.
Am 18. Oktober verkündete Ministerpräsident Conte zum dritten Mal innerhalb von zwei Wochen neue oder verschärfte Maßnahmen im Kampf gegen COVID-19.
Es wurde u. a. beschlossen, dass Bars und Restaurants künftig um Mitternacht und Spielhallen und Wettbüros um 21 Uhr schließen müssen.
Der Präsident der Region Kampanien gab am 16. Oktober bekannt, die Schulen in Kampanien wieder zu schließen.
Die dicht besiedelte Lombardei (10 Millionen Einwohner) registrierte am 20. Oktober über 2.000 und am 21. Oktober über 4000 Neuinfektionen innerhalb von 24 Stunden. Sie kündigte an, die Corona-Notkrankenhäuser in Messehallen in Mailand (Fiera di Milano) und Bergamo zu reaktivieren. Ab dem 22. Oktober gilt in der Lombardei ein Ausgangsverbot von 23 bis 5 Uhr. In dieser Zeit dürfen Menschen nur noch aus wichtigem Grund wie Arbeit oder Krankheit ihr Haus oder ihre Wohnung verlassen.
Am 25. Oktober verkündete die italienische Regierung (Kabinett Conte) aufgrund der wieder angestiegenen Infektionszahlen die erneute Verhängung von umfangreichen Maßnahmen: Landesweit haben ab dem 26. Oktober Kinos, Theater und Konzerthallen zu schließen. Für Restaurants und Bars gilt eine Sperrstunde ab 18 Uhr, danach dürfen sie weiter für Lieferservices arbeiten oder Speisen zum Mitnehmen anbieten. Fitnessstudios, Schwimmbäder und Skiresorts dürfen nicht mehr öffnen. Unterricht an Schulen muss für mindestens 75 Prozent der Gymnasialschüler online abgehalten werden. Geschäfte und die meisten Unternehmen dürfen weiterarbeiten. Die Maßnahmen sollen zunächst bis zum 24. November gelten.

### November 2020
Anfang November verhängte die italienische Regierung für ganz Italien nächtliche Ausgangssperren von 22 Uhr bis 5 Uhr sowie die Schließung von Theatern, Kinos, Sportzentren und Museen. Die öffentliche Verwaltung wurde angewiesen, weitgehend auf Homeoffice umzustellen.
Nachdem die Regierung Anfang November drei Gefahrenstufen definiert hatte, rief sie für die Lombardei mit ihrer Hauptstadt Mailand, das Piemont mit der Metropole Turin, das Aostatal und Kalabrien die höchste (rote) Gefahrenstufe aus. Mit dem 6. November gelten dort ganztägige Ausgangssperren. Wer unterwegs ist, muss neben einem triftigen Grund eine Selbstbescheinigung mit sich führen, aus der Ausgangs- und Zielort hervorgehen. Außerdem wurde verboten, innerhalb der roten Zonen in andere Städte zu fahren. Neben Bars und Restaurants wurde ein Großteil der Schulen geschlossen. Teilweise ist Online-Unterricht vorgesehen, Präsenzunterricht gibt es nur noch für Schüler bis zur sechsten Klasse. In den zu roten Zonen erklärten Regionen lebt mit ca. 16 Millionen Menschen mehr als ein Viertel der italienischen Bevölkerung.
Als mittlere (orangefarbene) Gefahrenzonen wurden Sizilien und Apulien deklariert. Die Schließung von Bars und Restaurants wurde in dieser Zone ebenfalls angeordnet. Schulen bleiben bis zur neunten Klasse für Präsenzunterricht geöffnet. Für Oberschulen und Universitäten gilt Fernunterricht.
Als gelbe Zonen wurden solche Regionen mit einer niedrigen Gefahrenstufe definiert. Für Anfang November galt dies für alle übrigen Regionen. Schulen sind dort angewiesen, den Präsenzunterricht bis zur neunten Klasse aufrechtzuerhalten.

### Frühjahr und Sommer 2021
Nachdem im März 2021 die Infektionszahlen in Italien wieder drastisch anstiegen, wurde zum 15. März erneut ein mehrwöchiger Lockdown in großen Teilen des Landes verhängt. In den betroffenen Regionen, unter anderem der Lombardei, durften Menschen ihren Wohnort nicht verlassen. Im März trat unter dem neuen Ministerpräsidenten Mario Draghi Francesco Paolo Figliuolo als Sonderkommissar für die Coronakrise die Nachfolge von Domenico Arturi an. Mitte April 2021 wurden die Einschränkungen vorsichtig gelockert; ab Ende desselben Monats durften Personen zwischen verschiedenen Regionen verreisen. Zudem durfte in Regionen mit niedrigen Infektionszahlen die Außengastronomie wieder öffnen.
Seit dem 28. Juni 2021 gilt in Italien keine Maskenpflicht mehr im Freien.
Am 22. Juli 2021 beschloss das Kabinett Draghi, dass vom 6. August an der Zugang zu den Innenbereichen gastronomischer Betriebe, zu Museen, Theatern und Kinos, zu Sport- und Kulturveranstaltungen sowie zu Schwimmbädern und Fitnessstudios nur bei Vorlage eines Impf-Nachweises, eines Nachweises der Genesung oder eines negativen Tests gestattet ist. Touristen aus dem Ausland können ihr nationales Impfzertifikat oder ihren EU-Impfpass zeigen. Die Impfbereitschaft hat seit der Verkündung des neuen Dekrets in ganz Italien zugenommen. Trotzdem brachte Gesundheitsstaatssekretär Pierpaolo Sileri noch Ende August die Einführung einer Impfpflicht ins Gespräch, sollte Italien bis zum 15. September 2021 die Impfquote von 80 Prozent nicht erreichen.

### Herbst 2021
Ab dem 15. Oktober sind alle Arbeitnehmer in öffentlichen und in privaten Betrieben verpflichtet, geimpft, genesen oder (negativ) getestet zu sein. Sie müssen dies mit einem Dokument namens Green Pass nachweisen können.
Ohne Pass dürfen sie nicht an ihren Arbeitsplatz und bekommen auch kein Gehalt.
Italien ist das erste westliche Land mit einer so weitgehenden Regelung; Draghi setzte sie fast geräuschlos durch. Draghi betont seit seinem Amtsantritt im Februar 2021, die Impfung sei der 'Weg zu Freiheit und Sicherheit für alle' und öffne das ganze Land.
Von Anfang Juli bis Mitte August war die Zahl der Neuinfektionen deutlich gestiegen (vierte Welle). Bis Mitte Oktober sanken sie wieder; seitdem sind sie stark angestiegen (siehe oben).

### Dezember 2021
In den Tagen vor Weihnachten wurden viel mehr Corona-Tests durchgeführt; allein am 23. Dezember 2021 waren es mehr als 900.000, wodurch die Zahl positiver Fälle anstieg. Dieser Wert betrug in den zurückliegenden sieben Tagen 3,6–4,9 %.
Am 23. Dezember wurden 44.600 positive Fälle und fast 170 im Zusammenhang mit COVID-19 Verstorbene registriert – mehr als in der Hochphase im November 2020.

### 2022
Auf Basis von Regelungen einschließlich eines Dekrets vom 7. Januar 2022 müssen ab dem 1. Februar 2022 alle erwerbsfähigen Bezieher von Sozialhilfe („reddito di cittadinanza“) einmal monatlich bei der zuständigen Behörde vorstellig werden und hierfür mittels „green pass“ ihren 3G-Status nachweisen.

## Weitere Maßnahmen der italienischen Behörden im Überblick
Am 31. Januar 2020 erklärte die italienische Regierung (Kabinett Conte II) den für sechs Monate geltenden gesundheitlichen Notstand (stato di emergenza sanitaria), nachdem die WHO am Tag zuvor eine gesundheitliche Notlage internationaler Tragweite ausgerufen hatte. Zu diesem Zeitpunkt gab es in Italien zwei COVID-19-Fälle. Die Erklärung des gesundheitlichen Notstands ermöglichte es der Regierung später, zahlreiche Dekrete und Verordnungen zu erlassen, die bürgerliche Freiheiten außer Kraft setzten und wirtschaftliche Aktivitäten unterbanden.
Da die Abriegelung von elf norditalienischen Gemeinden ab 23. Februar 2020 den Anstieg der Fallzahlen nicht stoppen konnte und in immer mehr Provinzen Infektionen festgestellt wurden, schränkte die italienische Regierung am 8. März die Bewegungsfreiheit von rund 16 Millionen Italienern drastisch ein, indem sie die Lombardei und 14 andere Gebiete im Norden Italiens weitgehend abriegelte und Ausgangsbeschränkungen erließ. Gleichzeitig wurde für ganz Italien die Schließung von Kinos, Theatern und Museen verfügt sowie ein Verbot von Demonstrationen und vielen anderen Veranstaltungen.
Schon am 9. März 2020 erließ die italienische Regierung ein mit Io resto a casa („Ich bleibe zu Hause“) umschriebenes Dekret, welches die für die Lombardei geltenden Einschränkungen mit Wirkung vom 10. März 2020 auf ganz Italien ausweitete. Für das Überqueren der Staatsgrenze mussten allerdings nur wenige Dokumente ausgefüllt werden. Die Schließung von Schulen und Universitäten wurde landesweit bis zum 3. April 2020 und einige Tage später über dieses Datum hinaus verlängert. Der Spielbetrieb von Sportligen, wie der des italienischen Fußballs, wurde eingestellt. Internationale Zug- und Flugverbindungen sowie der innerstaatliche öffentliche Nahverkehr wurden hingegen nicht ausgesetzt. Es galt ein Versammlungsverbot, das Spielhallen ebenso betraf wie Kirchen. Die eigene Wohnung durfte nur noch für notwendige Besorgungen oder Arztbesuche verlassen werden, zur Berufsausübung, zur Unterstützung hilfsbedürftiger Personen, zur Rückkehr an den eigenen Wohnsitz oder in Fällen absoluter Notwendigkeit. Außerdem war individuelle Bewegung im Freien (Sport, Spaziergänge) erlaubt. Personen mit Symptomen einer Atemwegsinfektion in Verbindung mit Fieber wurde „nachdrücklich empfohlen“, die Wohnung nicht zu verlassen und Kontakte auf ein Minimum zu reduzieren.
Einzelne Berichte in italienischen Medien stellten die Bestimmungen falsch dar und behaupteten beispielsweise, dass Spaziergänge verboten wären. In der Gemeinde Messina (Sizilien) gab es tatsächlich ein solches Verbot; in anderen Gemeinden wurden Spaziergänge (auch mit dem Hund) auf 50 oder 500 Meter Entfernung von der Wohnung beschränkt.
Um den Exekutivorganen die Kontrolle der Ausgangsbeschränkungen zu ermöglichen, wurde das Prinzip der autocertificazione („Selbstbeurkundung“) angewendet. Bei jeder Ortsveränderung bzw. jedem Aufenthalt an öffentlichen Orten sollte jede Person ein selbst ausgefülltes Formular mit sich führen, aus dem hervorgeht, warum die eigene Wohnung verlassen wurde; es war aber auch zulässig, das Formular erst bei einer Kontrolle auszufüllen. Die Stichhaltigkeit der Begründung kann von den Behörden nachträglich überprüft werden. Verstöße gegen die Verordnungen waren bis zum 24. März 2020 als Vergehen mit bis zu drei Monaten Haft oder einer Geldstrafe von maximal 206 Euro bedroht. Nicht zutreffende Angaben in der autocertificazione konnten als Falschbeurkundung verfolgt werden. Wenn infizierte Personen die verhängte Quarantäne nicht einhielten, drohte laut Medienberichten und einem Video der Polizia di Stato eine Haftstrafe bis zu zwölf Jahren, aber auch die Verletzung einer vorbeugenden Quarantäne (in Verdachtsfällen) konnte mehrjährige Haftstrafen nach sich ziehen. In anderen europäischen Ländern werden Verstöße gegen allgemeine Ausgangsbeschränkungen teilweise nur mit Geldstrafen geahndet, die Verletzung einer persönlichen Quarantäne durch infizierte Personen kann aber auch hier mit Haft bedroht sein.
Am 11. März 2020 beschloss die italienische Regierung, dass ab dem Folgetag Geschäfte und Restaurants geschlossen bleiben müssen, wobei aber zahlreiche Branchen ausgenommen wurden. Neben Supermärkten und Apotheken durften etwa Elektro- und Fotogeschäfte, Bau-Fachmärkte, Tabak-Trafiken sowie Zoohandlungen geöffnet bleiben, während Buchhandlungen, Friseursalons oder Bekleidungsgeschäfte vom Verbot betroffen waren. Im Restaurantbereich durften unter anderem Lieferdienste, Werkskantinen und Autobahnrestaurants weiter betrieben werden.
Am 20. März 2020 erging eine Verordnung der italienischen Regierung, mit der vom 21. bis zum 25. März die Bewegungsfreiheit der Bürger weiter eingeschränkt wurde. Individueller Sport sowie Spaziergänge waren nun auf die nähere Umgebung zu beschränken, Spiele oder andere Aktivitäten im Freien wurden ausdrücklich untersagt, Spiel- und Sportplätze durften nicht mehr betreten werden. Außerdem wurde verboten, sich an oder vor Feiertagen sowie an Wochenenden in andere Wohnungen zu begeben, womit zu diesen Zeiten auch die Benutzung des eigenen Ferienhauses unmöglich wurde.
Am 21. März 2020 untersagte die italienische Regierung alle als „nicht essentiell“ definierten wirtschaftlichen Aktivitäten für die Zeit vom 25. März bis zum 3. April 2020, jedoch blieb etwa die Produktion von Kunststoff- und Gummiartikeln aller Art ebenso erlaubt wie der Kohlebergbau.
Am 22. März 2020 erließ die italienische Regierung eine am selben Tag wirksame Verordnung ohne zeitliche Begrenzung, nach der die Gemeinde des aktuellen Aufenthalts nur noch aus beruflichen oder gesundheitlichen Gründen verlassen werden durfte, während die bisher erlaubte Rückkehr an den eigenen Wohnsitz nun ebenfalls verboten war.
Vom 11. bis zum 24. März 2020 wurden in Zusammenhang mit den Ausgangsbeschränkungen fast 2,5 Millionen Personen kontrolliert, was zu über 110.000 Anzeigen wegen Verstößen gegen die Beschränkungen und weiteren 2.500 Anzeigen wegen Falschbeurkundung führte. Außerdem wurden knapp 1,2 Millionen Unternehmen kontrolliert und etwa 2.500 Inhaber angezeigt. Zwischenzeitlich überboten sich Bürgermeister und Regionalpräsidenten mit unterschiedlichen weiterführenden Vorschriften. Teils wurden Fahrradwege gesperrt, nächtliche Ausgehverbote verhängt, Joggen oder längere Spaziergänge mit Hunden verboten.
Am 25. März 2020 beschloss die italienische Regierung ein mit dem Folgetag wirksames Gesetzesdekret, mit dem unter anderem die Strafbestimmungen an die Situation angepasst und Unklarheiten bereinigt werden sollten. Die bislang geltende Einstufung der Übertretungen als Vergehen führte dazu, dass für jeden Fall ein Gerichtsverfahren eingeleitet werden musste, das allerdings gegen Zahlung des halben Betrags der maximalen Geldstrafe (also 103 Euro statt 206 Euro) eingestellt werden konnte, sofern das Gericht zustimmte. Mit dem neuen Gesetzesdekret gelten Verstöße gegen die allgemeinen Ausgangsbeschränkungen als bloße Verwaltungsübertretung und werden mit Geldstrafen von 400 bis 3000 Euro geahndet, die um ein Drittel erhöht werden können, falls der Verstoß unter Verwendung eines Fahrzeugs begangen wurde. Diese Regelung gilt rückwirkend für zuvor begangene Verstöße, wobei in diesem Fall aber nur 200 Euro Geldstrafe verhängt werden. Zugleich wurde ein Gesetz aus dem Jahr 1934 aktualisiert, nach dem nun – alternativ zu der möglichen Verwaltungsstrafe – eine Haftstrafe von 3 bis 18 Monaten und eine Geldstrafe zwischen 500 und 5000 Euro verhängt werden kann. Zuvor war dieses Gesetz möglicherweise von der Regierung übersehen worden, da es in vorangehenden Dekreten und amtlichen Stellungnahmen keine Erwähnung fand. Wenn infizierte Personen, über die eine Quarantäne verhängt wurde, die eigene Wohnung verlassen, drohen nun Haftstrafen zwischen einem und fünf Jahren; die zuvor auch von offiziellen Stellen verbreitete Behauptung, es drohe eine Haftstrafe von bis zu 12 Jahren, wurde von einigen Juristen von Anfang an bezweifelt, da das entsprechende Gesetz sich auf das böswillige Auslösen einer Epidemie (im Sinne eines Terrorakts oder der biologischen Kriegsführung) beziehe. Bei Übertretungen durch Unternehmer droht außer der Strafe eine Betriebsschließung zwischen 5 und 30 Tagen. Das Gesetzesdekret legt überdies Regeln für zukünftige Verordnungen fest, besonders auch für solche, die von Regionspräsidenten oder Bürgermeistern erlassen werden. In diesem Sinne enthält es eine umfangreiche Liste von möglichen Einschränkungen für Personen, Institutionen und Betriebe, die gegebenenfalls von einzelnen Behörden umgesetzt werden können. Alle auf dieser Grundlage erlassenen Verordnungen sind jedoch auf 7 oder 30 Tage befristet (abhängig von der Behörde, die sie erlässt) und verlieren mit dem Ende des gesundheitlichen Notstands am 31. Juli 2020 ihre Gültigkeit.
In der Hochphase der zweiten COVID-Welle wurden per 10. Dezember 2020 die Zugverbindungen zwischen Italien und der Schweiz bis auf Weiteres eingestellt.
Zum 17. Januar 2021 setzte Italien wieder ein „Ampelsystem“ ein, mit „roten“, „orangen“, „gelben“ und „weißen“ Zonen.

## Betroffene Regionen (bis zum 10. März 2020)

### Lombardei
Etliche Fußballspiele wurden abgesagt oder fanden ohne Zuschauer statt, die Scala stellte ihren Spielbetrieb ein. Der Bürgermeister von Mailand, Giuseppe Sala, kündigte die Schließung der Schulen in Mailand bis mindestens Ende der Woche an. Für die Lebensmittel- und Medikamentenversorgung in der „roten Zone“, also den abgeriegelten Gemeinden der Provinz Lodi, richtete die Regierung „sterile Korridore“ ein, über die Lieferanten, welche mit Gesichtsmasken und Schutzkleidung ausgerüstet waren, zu bestimmten Zeiten Waren abliefern konnten.
Die Anzahl der Infizierten stieg bis 23. Februar 2020 auf 150 an, darunter waren erstmals auch Personen aus den nicht abgeriegelten Provinzen Bergamo und Trient. Am 24. Februar 2020 wurde bekannt, dass hier ein drittes und ein viertes Todesopfer zu verzeichnen waren. Beide Männer waren schon vor ihrer COVID-Infektion in einem schlechten gesundheitlichen Zustand. Damals gab es über 200 registrierte Infizierte. Im Laufe des Tages starben zwei weitere Menschen.

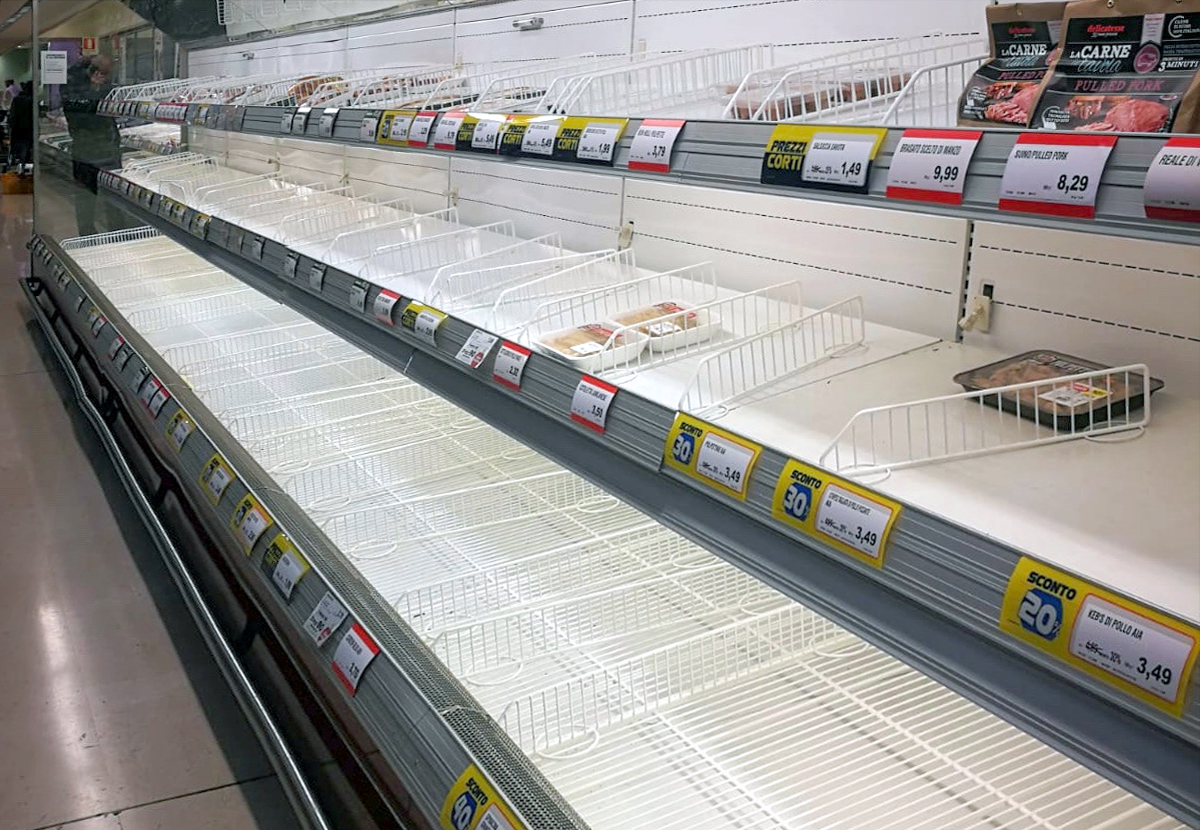
Leere Regale in einem Supermarkt in Bergamo, 26. Februar 2020

Am 8. März 2020 wurde die gesamte Lombardei abgeriegelt. Bergamo war besonders von der Epidemie betroffen. Dort starben so viele Menschen, dass Leichen zeitweise in Friedhofskirchen aufbewahrt werden mussten. Der Leiter des örtlichen Gesundheitsamtes rief medizinische Fachleute in Rente dazu auf, sich zu melden und Unterstützung zu leisten. Am 21. März wurde bekannt, dass die Armee Särge in benachbarte Orte gefahren hatte, weil die Krematorien der Stadt überlastet waren.
Im katholisch geprägten Italien wird die Verbrennung eines Leichnams selten praktiziert, deshalb gibt es nur wenige Krematorien.
Die Lombardei blieb die bei Weitem am stärksten von der Coronavirus-Pandemie betroffene Region Italiens. Die Übersterblichkeit erreichte in vielen ihrer Provinzen enorme Werte: bei Weitem am stärksten betroffen war (Stand 8. Mai 2020) die Provinz Bergamo mit einer Übersterblichkeit von 578 %, gefolgt von der Provinz Cremona (391 %), der Provinz Lodi (371 %) und der Provinz Brescia (291 %).
Der hohe Infektionsgrad in der Lombardei kann auch auf die große Zahl chinesischer Gastarbeiter (über 300.000), die in der italienischen Textilindustrie arbeiten, zurückgeführt werden.

### Venetien
In der Provinz Padua wurde in der Gemeinde Vo in den Euganeischen Hügeln einer der beiden italienischen Infektionsherde ausgemacht. Aus Vo stammte auch das am 21. Februar 2020 verstorbene erste italienische Todesopfer. Danach wurde dort die gesamte Gemeinde komplett getestet, wodurch man die Infektionsträger komplett identifizieren und die Infektion dort ausrotten konnte. Diese Vorgehensweise lässt sich allerdings nicht auf größere Städte oder Regionen übertragen.
Neben der Provinz Padua waren in der Folge Infektionen in der Provinz Treviso und in der Metropolitanstadt Venedig zu verzeichnen.
Neben der Abriegelung der Gemeinde Vo wurden mit der vom Präsidenten der Region Luca Zaia unterzeichneten Verordnung vom 23. Februar Kindergärten, Schulen, Universitäten und Museen in der Region bis 1. März 2020 geschlossen sowie Veranstaltungen jeglicher Art im Freien oder in geschlossenen Räumen ausgesetzt.
Von der Verordnung betroffen waren auch alle Veranstaltungen im Zusammenhang mit dem Karneval in Venedig, der damit vorzeitig beendet wurde, sowie die Aufführungen im La Fenice. Abgesagt wurden unter anderem auch die Gottesdienste im Markusdom in Venedig, der zudem für Besucher gesperrt wurde, und die Gottesdienste in der Basilika des Heiligen Antonius in Padua.
In Venedig wurde ein geplanter Dreh von Mission: Impossible – Dead Reckoning Teil Eins von Paramount Pictures kurzfristig abgesagt. Am 8. März wurden die Provinzen Treviso und Padua sowie die Metropolitanstadt Venedig abgeriegelt.

### Emilia-Romagna
Betroffen in der Emilia-Romagna war zunächst nur die Provinz Piacenza. In der Folgezeit wurden Infizierte auch aus den Provinzen Parma, Modena und Rimini gemeldet.
Am 24. Februar 2020 betrug die Zahl der diagnostizierten Fälle 18, am 25. waren es 26. Am 26. Februar 2020 wurde der erste Todesfall in der Region registriert, dabei handelte es sich um einen lombardischen Patienten, der in einem Krankenhaus in Parma in Behandlung war.
Mit Verordnung des italienischen Gesundheitsministers und des Präsidenten der Region Emilia-Romagna vom 23. Februar wurden in der Region Kindergärten, Schulen, Universitäten und Museen bis 1. März geschlossen sowie Veranstaltungen jeglicher Art im Freien oder in geschlossenen Räumen ausgesetzt.
Am 8. März 2020 wurden die Provinzen Rimini, Reggio Emilia, Piacenza, Parma und Modena abgeriegelt.
Die Provinz Piacenza blieb die mit Abstand am schwersten betroffene Provinz Italiens außerhalb der Lombardei und wies am 8. Mai 2020 eine Übersterblichkeit von 264 % auf.

### Latium
In Latium wurden ursprünglich drei Fälle verzeichnet. Ein älteres Ehepaar aus China meldete sich am 28. Januar 2020 beim Notruf 118 in Rom und beschrieb die Symptome. Sie befanden sich in einem römischen Hotel und wurden umgehend isoliert und hospitalisiert. Zwei Tage später wurden die Diagnosen bestätigt. Die Regierung suspendierte daraufhin alle Flüge nach China. Der dritte Fall in Rom betraf einen italienischen Forscher, der aus der Provinz Wuhan zurückgekehrt war. Die Erkrankten wurden im Institut für ansteckende Krankheiten Spallanzani (Rom) künstlich beatmet, erhielten Sauerstoff und wurden mit neuen antiviralen Medikamenten behandelt, die üblicherweise bei AIDS und Ebola eingesetzt werden. Am 27. Februar 2020 wurde bekannt gegeben, dass sie alle geheilt wurden. Am 29. Februar 2020 wurde seitens des Ministeriums bekanntgegeben, dass drei neue Positivdiagnosen vorliegen.

### Weitere Regionen

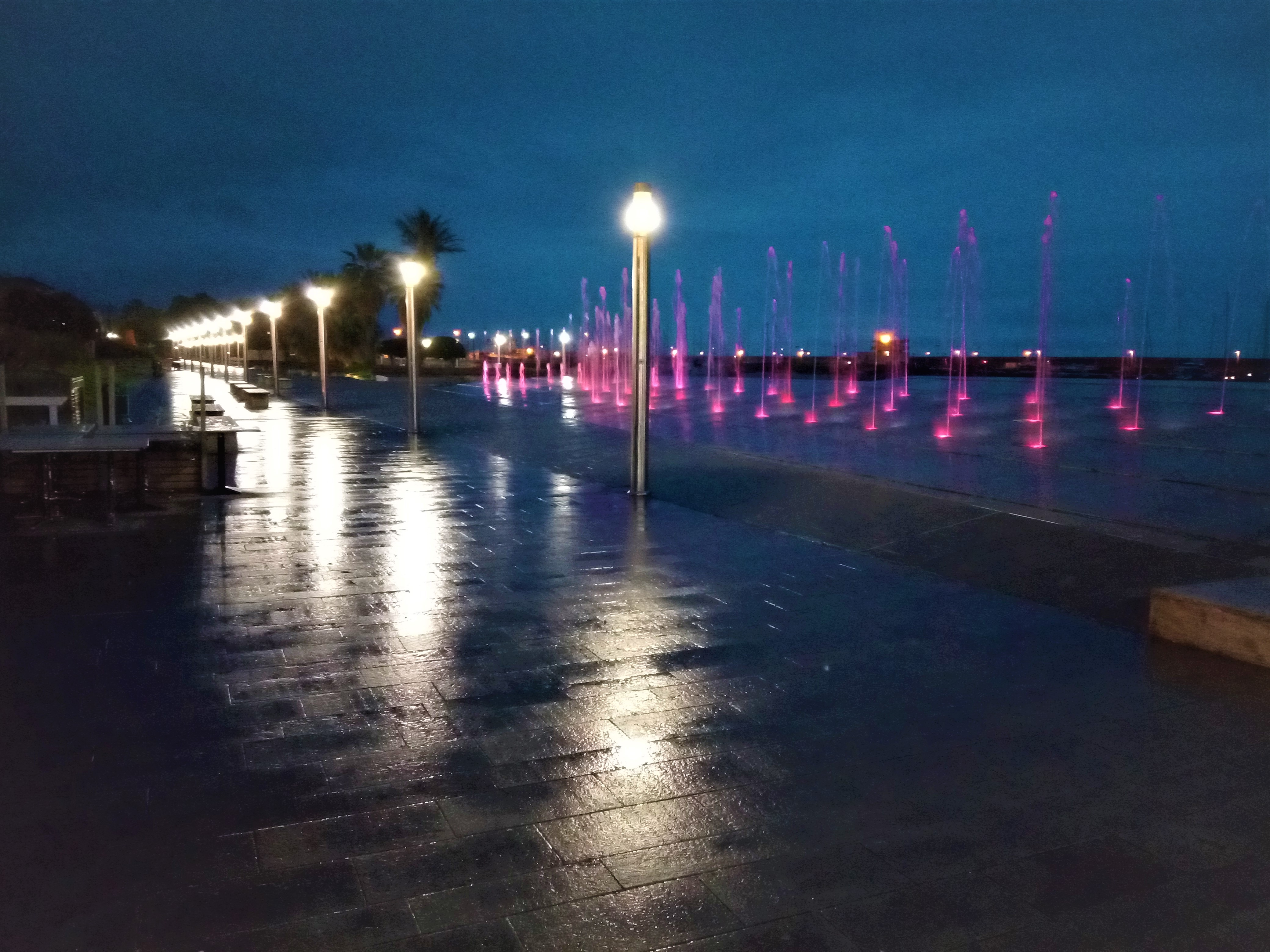
Das öffentliche Leben ist zum Erliegen gekommen: Chiavari in Ligurien, 12. März 2020

In der 1. Märzwoche 2020 wurden in allen Regionen Italiens Infektionen festgestellt, in der Folge stiegen die Fallzahlen überall weiter an. Am 18. März 2020 wurde in der einzigen bis dahin nicht betroffenen Provinz Isernia (Region Molise) eine Infektion festgestellt.
Bereits Ende Februar 2020 waren in Palermo drei Touristen aus Bergamo positiv getestet worden. Darauf wurde die ganze Reisegesellschaft (ursprünglich 30 Personen, überwiegend Pensionisten aus der Lombardei) hospitalisiert bzw. unter Quarantäne gestellt, auch weitere 20 Personen wurden isoliert. Der Direktor des Hotels begab sich in freiwillige Quarantäne.
Ebenfalls in der letzten Februarwoche waren im Trentino drei Urlauber aus der Lombardei positiv auf das Coronavirus getestet worden. Sie wurden unter strengen Vorsichtsmaßnahmen zurück in die Lombardei gebracht und dort hospitalisiert. Landeshauptmann Maurizio Fugatti meinte, die Wahrscheinlichkeit, dass die Urlauber während ihres Aufenthaltes im Trentino jemanden angesteckt haben könnten, sei nicht groß. Die Betroffenen hätten in einer Ferienwohnung logiert und nicht in einem Hotel. Sie hätten auch keine öffentlichen Orte besucht, weil sie sich krank fühlten. Im Nachhinein stellte sich dies als Falschmeldung heraus, da die Urlauber eine Bar aufgesucht hatten, woraufhin drei Personen vorsorglich isoliert wurden.
In Ligurien wurde am 25. Februar 2020 eine 86-jährige Touristin aus der Lombardei, die sich mit einer Reisegruppe schon länger in Alassio aufhielt, im Krankenhaus San Martino in Genua positiv getestet. Sie verstarb dort am 3. März 2020.
Am 29. Februar 2020 verstarb in Laigueglia (bei Alassio) eine 87-jährige Touristin aus der Lombardei in ihrem Hotelzimmer. Der Coronatest post mortem fiel positiv aus.

## Restriktionen für italienische Touristen/Reisende im Ausland

### Einreiseverbote
Stand 26. Februar 2020 haben folgende Länder Einreiseverbote für italienische Staatsbürger verhängt: El Salvador, Jordanien, Kap Verde, Kuwait, Mauritius, Seychellen, Turkmenistan und Vietnam. Es folgten Einreiseverbote für alle, die in den letzten 14 Tagen in Italien waren, in folgenden Ländern: Aruba, Cookinseln, Fidschi, Israel, Libanon, Mongolei und St. Lucia.
Am 10. März 2020 verhängte Österreich eine Einreisesperre für Reisende aus Italien mit Ausnahme für Reisende, die ohne Zwischenstopp nach Deutschland durchreisen, und für Reisende mit aktuellem medizinischem Attest, nicht erkrankt zu sein. Ebenso riegelte am 10. März 2020 das Nachbarland Slowenien die Grenze zu Italien für Reisende aus Italien ab.
Am 12. März 2020 verhängten die Vereinigten Staaten ein Einreiseverbot für Reisende aus verschiedenen Staaten des Schengenraums, also auch Italien.
Am 20. März verhängte Deutschland ein Einreiseverbot für Reisende aus Österreich, Schweiz, Frankreich, Luxemburg und Dänemark. Einreisewillige werden nur aus „triftigem Grund“ nach Deutschland gelassen. Dieses Verbot gilt auch für Reisende aus Italien und Spanien. Deutsche Bürger werden durchgelassen, ebenso Ausländer mit deutschem Hauptwohnsitz.

### Quarantäne für italienische Bürger
Bis 26. Februar 2020 haben folgende Länder beschlossen, einreisende Italiener 14 Tage in Quarantäne zu halten: China, Kasachstan und Kirgisistan. In Rumänien gilt diese Vorschrift nur für Ankömmlinge aus der Roten Zone. Andere Einreisende aus der Lombardei und Venetien müssen sich einer 14-tägigen „freiwilligen Quarantäne“ zu Hause unterziehen. Auch Island und Malta verlangen eine „freiwillige Quarantäne“ für alle Bürger aus Emilia-Romagna, Lombardei, Piemont und Venetien. Darüber hinaus haben zahlreiche Länder eine Reihe von Kontrollmaßnahmen eingeleitet, die Fiebermessen, körperliche Untersuchungen, das Ausfüllen von Formularen, Befragungen und Meldepflichten beinhalten. Samoa verlangt ein ärztliches Attest, welches nicht älter sein darf als drei Tage, und im Vereinigten Königreich gibt es „Selbstisolierung“ für 14 Tage für alle Einreisenden mit Krankheitssymptomen.

### Reisewarnungen anderer Länder
Stand 26. Februar haben folgende Staaten von Reisen nach Italien abgeraten: Frankreich, Griechenland, Irland, Kroatien, Russland, Spanien und die Türkei.
Am 10. März 2020 gab die Bundesregierung von Österreich eine Reisewarnung mit der höchsten Sicherheitsstufe (6) für Italien und San Marino aus.
Vom deutschen Robert Koch-Institut (RKI) wurden am 26. Februar 2020 die Provinz Lodi und die Stadt Vo als Risikogebiete eingestuft. Am 27. Februar 2020 wurden die Risikogebiete in Italien um die Region Lombardei erweitert. Südtirol wurde am 5. März 2020 als Risikogebiet eingestuft, weil nach Aussage des RKI-Präsidenten Lothar H. Wieler 36 Corona-Fälle in Deutschland in Verbindung mit dieser italienischen Provinz stehen. Laut der Statistik des italienischen Gesundheitsministeriums gab es dort zum Zeitpunkt der Einstufung lediglich einen Fall. Am 10. März 2020 stufte das RKI ganz Italien als Risikogebiet ein.

## Forschung und Entwicklung
Am 2. Februar 2020 machten die Wissenschaftlerinnen Maria Rosaria Capobianchi, Concetta Castilletti und Francesca Colavita vom nationalen Institut für Infektionskrankheiten Lazzaro Spallanzani in Rom bekannt, dass es ihnen gelungen war, das Virus SARS-CoV-2, den Erreger der Lungenkrankheit COVID-19, zu isolieren. Eine teilweise Sequenzierung des Genoms von 2019-nCoV/Italy-INMI1 wurde auf der Datenbank GenBank veröffentlicht. Dieses Ergebnis erweiterte die Möglichkeiten, das Virus auch an anderen Forschungseinrichtungen zu untersuchen.
Eine Gruppe um Marco Ranieri erfand eine Doppelbeatmungsvorrichtung, die es ermöglicht, jeweils zwei Intensivpatienten mit einem Atemgerät zu versorgen. Ein Prototyp wurde im Krankenhaus Sant’Orsola in Bologna zum Einsatz gebracht. Der ehemalige Chefarzt Renato Favero entwickelte mit einem Unternehmen in Brescia eine Methode, Schnorchelmasken anhand von zusätzlichen, im 3D-Drucker angefertigten Teilen in Masken für Atemgeräte umzuwandeln.
In der Suche nach Medikamenten gegen COVID-19 nehmen italienische Mediziner auch an klinischen Studien teil, so auch zur Anwendung des Ebola-Mittels Remdesivir.
Der italienische Epidemiologe Adriano Decarli untersucht derzeit (Meldung vom 26. März 2020), ob eine Häufung von Lungenentzündungen im Dritten Quartal 2019 mit dem Virus SARS-CoV-2 in Zusammenhang stehen könnte. Die Erkrankungen traten besonders um Mailand und Lodi auf. Der britische Medizinprofessor Paul Hunter betrachtet die These jedoch als sehr unwahrscheinlich. Der Virologe Christian Drosten von der Berliner Charité schließt nicht grundsätzlich aus, dass das Virus vor Mitte Januar 2020 in Europa aufgetreten sein könnte, sieht derzeit aber keine Hinweise darauf. Von ihm untersuchte Serumproben, mit denen entsprechende Verdachtsfälle im Nachhinein abgeklärt wurden, waren in allen Fällen negativ. Auch die bisher vorgenommenen Sequenzierungen (Untersuchungen des Virus-Erbguts, die auf Verbreitungswege der Infektion schließen lassen), sprechen nach seiner Einschätzung gegen ein so frühes Auftreten.
Eine am 18. Juni 2020 veröffentlichte Studie des nationalen Gesundheitsinstituts Italiens (Istituto Superiore di Sanità, ISS) bestätigt nun, dass seit Ende 2019 Virusspuren von SARS-CoV-2 im Abwasser nachweisbar sind. So wurden in Abwasserproben vom 18. Dezember 2019 aus Mailand und Turin entsprechende Virusspuren nachgewiesen – ebenso in den Folgemonaten.

## Internationale Zusammenarbeit
In der 1. Märzwoche kündigte Österreichs Gesundheitsminister Rudolf Anschober an, die EU werde Italien mit medizinischem Material unterstützen.
Am 14. März 2020 lockerte Deutschland das zehn Tage zuvor verhängte Verbot des Exports von Schutzkleidung, damit Italien leichter dringend benötigte Schutzausrüstung erhalte.
Mitte März 2020 entsandte China mit dem Coronavirus befasste Experten nach Rom und lieferte die aktuelle Version eines Medikaments, das man in China gegen das Virus einsetzte. Chinas Botschafter in Rom, Li Junhua, erklärte, dass Italien China in der Vergangenheit half und es nun China zustehe, im Namen der großen Freundschaft die Hilfe zu erwidern. Er erinnerte an zwei chinesische Patienten, die im Institut Lazzaro Spallanzani behandelt und geheilt wurden, sowie an den italienischen Flug vom 15. Februar 2020 mit 18 Tonnen Sanitärausrüstung für Wuhan. Das Chinesische Rote Kreuz brachte nun 31 Tonnen Atemgeräte, Überwachungsgeräte, zehntausende Schutzanzüge und Atemmasken sowie pflanzliche Medikamente nach Rom. Alibaba spendete eine Million Atemschutzmasken und 100.000 Abstriche an das italienische Rote Kreuz.
Im März 2020 entsandte Kuba 52 Mediziner in die Lombardei. Deutschland schickte hunderte Beatmungsgeräte, Russland schickte sowohl medizinisches Personal als auch medizinische Ausrüstung.
Sachsen nahm als erstes deutsches Bundesland erkrankte Patienten aus Italien zur Intensivtherapie auf, weitere Bundesländer folgten. Am 2. April 2020 wurde berichtet, dass mindestens 32 Italiener in Deutschland an Beatmungsgeräten behandelt werden und für weitere 49 Patienten aus Italien Intensivbetten reserviert sind.
Wiederholt warb die italienische Regierung um Giuseppe Conte auf europäischer Ebene um Coronabonds.
Italiens Regierung ließ einen von Francesco Zambon mit zehn weiteren Kollegen im Auftrag der WHO erstellten Bericht einen Tag nach Veröffentlichung am 13. Mai 2020 von der WHO-Website entfernen. Darin las man, dass Italiens Pandemieplan seit 2006 nicht aktualisiert wurde und Krankenhäuser aufgrund fehlender Vorbereitung „chaotisch, improvisiert und kreativ“ reagierten. Der Bericht sollte Staaten, in denen das Virus sich noch nicht verbreitete, warnen. Zur Entfernung des Bericht wurde Ranieri Guerra als stellvertretender WHO-Generaldirektor für strategische Initiativen im November 2020 angehört. Eine Anhörung von Zambon und seinen Kollegen unterbinde die WHO aufgrund der Immunität, die ihr zukomme. Zambon berichtete gegenüber The Guardian, ihm wurde die Entlassung angedroht, falls er die Erwähnung des veralteten Pandemieplans nicht aus dem Bericht streiche. Er habe daher das höhere Management informiert, dass er die Transparenz und Neutralität der WHO gefährdet sah. Anfang Dezember 2020 erklärte die WHO nachträglich, der Bericht sei fehlerhaft und ungenau gewesen. Der italienische Gesundheitsminister erklärte, er sei in diese Sache nicht involviert worden. Seither ermittelt die Staatsanwaltschaft Bergamo gegen Guerra wegen des Verdachts der Falschaussage. „Ich bin schließlich zu Tedros gegangen und habe das Dokument zurückziehen lassen“, schrieb Guerra im Mai 2020 einem Funktionär. Tedros ist der WHO-Generaldirektor Tedros Adhanom Ghebreyesus. In einem Zivilverfahren fordert Guerra 2,5 Millionen Euro Schadensersatz von Francesco Zambon. Zudem verklagte er den Fernsehsender RAI Tre und ein privates Medienunternehmen.

## Ökonomische Folgen
Die italienische Wirtschaft ist abhängig von Exporten (31,8 % des BIP) und seinem Tourismus (13,2 %). Als Folge der Epidemie wird eine Rezession mit einem Rückgang des Bruttoinlandsprodukts von 3,4 Prozent für das Jahr 2020 erwartet (Einschätzung Goldman Sachs laut Pressemeldung vom 17. März 2020). Vom Ausbruch der Epidemie in Italien bis Mitte März stürzte der italienische Leitindex FTSE MIB um etwa vierzig Prozent ab. Da die italienische Landwirtschaft in hohem Maße von saisonal einreisenden Hilfskräften (ca. 370.000 Personen) abhängig ist, zeichnet sich außerdem ein gravierender Personalmangel in diesem Bereich ab, der nach Schätzungen der Produzentenvereinigung Coldiretti zu einem Verlust von 25 % der Ernte führen könnte (Stand 18. März 2020).
Unternehmen wurden hohe staatliche Garantien für mehrjährigen Kredite zugesagt. Politisch umstritten ist eine geplante Kreditzusage für das Unternehmen Fiat Chrysler Automobiles. Das Unternehmen hatte im Jahr 2014 aus steuerlichen Gründen den Hauptsitz in die Niederlande und den Steuersitz nach Großbritannien verlegt. Im Zuge der Corona-Krise hat das Unternehmen Verhandlungen mit der italienischen Regierung um eine mögliche dreijährige Kreditlinie über 6,3 Milliarden Euro aufgenommen. Die Kredite sollen, so Ministerpräsident Giuseppe Conte, nicht der Muttergesellschaft, sondern den Konzerntöchtern in Italien zugutekommen.
240.000 italienische Firmen stellten im Jahr 2020 wegen der Pandemie ihre Geschäftstätigkeit ein. Als Italiens größter Einzelhandelsverband Confcommercio während der Pandemie eine Umfrage unter den mehr als 700.000 Mitgliedern abhielt, gaben mehr als 30 Prozent der befragten Unternehmer an, mit dubiosen Kreditgebern (Mafia) über Darlehen gesprochen zu haben.

## Ökologische Folgen
Aufgrund des geringeren Verkehrs, bedingt durch die heruntergefahrenen ökonomischen Aktivitäten, ist es möglich, dass sich einige Ökosysteme teilweise regenerieren. Im Hafen von Cagliari tauchten Delfine auf, was allerdings nicht zum ersten Mal passierte.

## Problembewusstsein, Informationsbedarf und Fehlinformationen
Am 4. Februar 2020 wurde vom Meinungsforschungsinstitut Osservatorio SWG eine Umfrage durchgeführt, in der 37 % der Befragten angaben, ihr Verhalten geändert zu haben; die am häufigsten genannten Verhaltensänderungen waren das Meiden von asiatischen Restaurants und von „Asiaten“ sowie die Absage von Urlaubsreisen.
Die Tageszeitung La Repubblica veröffentlichte am 2. und am 27. Februar 2020 je einen Artikel, um verbreitete Irrtümer über COVID-19 aufzuklären, die nicht zuletzt in sozialen Medien kursieren. Sie sprach in diesem Zusammenhang von einer (nicht auf Italien beschränkten) infodemia („Infodemie“), mit deren Bekämpfung sich auch die WHO befasste.
In einer vom 11. bis zum 13. März 2020 durchgeführten Umfrage unter 800 Erwachsenen gaben weniger als 70 % der Befragten an, Abstand zu anderen Menschen zu halten und Ansammlungen zu meiden. Eine Woche zuvor war dieser Anteil allerdings noch deutlich geringer.
Nach einer SWG-Umfrage vom 22. März 2020 unter 400 Erwachsenen hielten es nur 51 % der Befragten für eher wahrscheinlich, dass sie sich infizieren könnten. 60 % hielten es für eher wahrscheinlich, dass sich ein Familienmitglied infizieren könnte.
In einem Video der Polizia di Stato vom 24. März 2020 wird behauptet, Spaziergänge und Joggen könnten zur Verbreitung der Krankheit beitragen, da Schweißtropfen und „keuchender Atem“ eine Infektionsquelle darstellten.
Am 25. März 2020 stellte das Istituto Superiore di Sanitá eine Webseite online, deren Inhalt mit dalla suola delle scarpe alle zampe degli animali („von Schuhsohlen bis zu Tierpfoten“) umschrieben wurde. Hier wird auf verbreitete Unsicherheiten bezüglich der Übertragungswege des Virus eingegangen. Behandelt werden etwa die Fragen, ob nach der Rückkehr in die Wohnung Schuhsohlen und Hundepfoten gereinigt werden sollten oder ob die eigenen Haare und die Kleidung nach Spaziergängen zur Infektionsquelle werden können.
Am 26. März 2020 veröffentlichte das italienische Gesundheitsministerium eine Webseite, die sich gegen Irrmeinungen und Zeitungsenten in Zusammenhang mit COVID-19 wendet. So warnt die Seite etwa davor, mit Bleichmitteln zu gurgeln oder Essigsäure einzunehmen und weist darauf hin, dass heiße Getränke, Knoblauch oder Zitrusfrüchte eine Infektion nicht verhindern oder heilen können. Es wird darüber aufgeklärt, dass die Infektion als Atemwegserkrankung nicht durch Mückenstiche übertragbar ist und kein Zusammenhang mit dem 5G-Mobilfunknetz besteht. Die 24 Punkte umfassende Liste erwähnt schließlich, dass das Stutzen des Bartes eine Infektion nicht verhindern kann; der zugrunde liegende Irrtum beruht offenbar auf der flüchtigen Betrachtung einer vom amerikanischen CDC veröffentlichten Infografik, die darauf hinweist, dass beim Tragen einer Schutzmaske bestimmte Bartstile vermieden werden sollten.